# The Voice (programa de televisión británico)
The Voice UK es un concurso de talentos británico creado por John de Mol y basado en el formato de The Voice of Holland. Comenzó a emitirse por BBC One el 24 de marzo de 2012. Hay cuatro etapas diferentes en el show: las audiciones frente a los productores, las blind auditions, la ronda de batallas y los shows en vivo. El ganador recibe £100,000 y un contrato discográfico de grabación con Universal Republic.
Los entrenadores originales fueron will.i.am, Jessie J, Sir Tom Jones y Danny O'Donoghue. Rita Ora y Ricky Wilson reemplazaron a Jessie y O'Donoghue en la tercera temporada. Las primeras dos temporadas fueron copresentadas por Holly Willoughby y Reggie Yates. Emma Willis y Marvin Humes los reemplazaron a partir de la tercera temporada. El show incluye artistas obtenidos de audiciones públicas, y es parte de la franquicia de The Voice. Es producido por Wall to Wall de Shed Media así como también por la holandesa Talpa Productions.
BBC ganó una "dura batalla" con ITV, pagando £22 millones por los derechos para emitir el show en el Reino Unido por dos años. ITV's Britain's Got Talent comenzó a emitir su sexta temporada en el mismo día, el 24 de marzo de 2012. Muchos medios de comunicación interpretaron este movimiento como una estrategia de ITV para crear una "guerra de TV ratings" contra BBC.

## Producción
The Voice llegó al ojo público cuando BBC reveló sus ganas de obtener los derechos para producir su propia versión del show. Aun así, ITV también estaba interesada, ya que The X Factor había perdido grandes niveles de audiencia luego de que Simon Cowell, Cheryl Cole y Dannii Minogue abandonaran el panel de jueces. ITV mostró su miedo a que el show "eclipsara" el suyo. Luego fue reportado por The Sun de BBC que ITV se encontraba en una "guerra de ofertas" por The Voice UK. Colin Robertson y Leigh Holmwood de The Sun informaron que los productores de ITV estaban "nerviosos" y "con miedo" de que The Voice UK derrotara a X Factor. The Sun había informado previamente que BBC se encontraba "cerca" de conseguir los derechos de The Voice, así también como que "los ejecutivos de ITV les comunicaron a los productores de X Factor que no se encontraban interesados en los derechos", aunque luego se conoció que "informaron a los productores de The Voice que estaban interesados en adquirir los derechos". Una fuente dijo, "The X Factor ha sido como una montaña rusa durante este año por lo que ITV teme que un nuevo show los perjudique. Las expectativas alrededor de The Voice eran tan buenas que ITV sentía que no tenía más oportunidad de seguir en carrera por conseguirlo. Si BBC manejaba la situación y lograba contratar a Cheryl entonces muchos espectadores podrían abandonar The X Factor." ITV planeaba conseguir The Voice UK como un "'show acompañante'" de The X Factor.
El 18 de junio de 2011, se reportó que BBC había ganado los derechos de The Voice UK. A mediados de 2011 se reveló que BBC transmitiría The Voice luego de pagar £22 millones. Danny Cohen, el controlador de BBC One, dijo que quería imitar el gran éxito de The Apprentice. Cohen dijo, “Creo que fue muy bueno. Cada tanto BBC compra ocasionalmente un formato del exterior exitoso, como The Apprentice. Lo adaptamos para el público británico junto a Alan Sugar y convertimos nuestra televisión en la mejor del mundo. Esperamos que The Voice presente algo similar. No debemos cerrar la puerta a nada.”
Ideado por John de Mol, el creador de Big Brother, The Voice está basado en el programa holandés The Voice of Holland y es parte de la franquicia de The Voice, basado en el formato similar norteamericano. BBC estaba "desesperada" en conseguir The Voice UK luego de la despedida de So You Think You Can Dance.
De acuerdo a Anita Singh de The Daily Telegraph, BBC invirtió £22 millones en comprar los derechos del show, que durará dos años. Acerca de la cantidad de dinero invertida, un vocero de BBC dijo, "Hay una extraña presión sobre nosotros, debido a la cantidad de dinero que se invirtió, para que los niveles de audiencia sean exitosos. Pero hasta este momento, todas las señales indican que fue una inversión exitosa."
 En octubre de 2011, se anunció que Moira Ross, productora ejecutiva de Strictly Come Dancing, había renunciado para universo a la compañía Wall to Wall, para poder estar a cargo de la producción ejecutiva de The Voice UK.
BBC planeaba en convertir cada presentación del show disponible para su descarga, con su recaudación destinada a caridad, o siendo gratis antes de su lanzamiento comercial. El ganador recibe £100,000, así como también un contrato de grabación con Universal Republic.
Tras dos exitosas temporadas, el 24 de mayo de 2013, se reportó que BBC One se encontraba cerca de renovar el show para una tercera temporada en el 2014. Aún no se conocía si los cuatro entrenadores originales regresarían. Un día después, se confirmó la existencia de una futura tercera temporada. En julio de 2013, Jessie J y Danny O'Donoghue confirmaron que no regresarían al show, en vistas de dedicarse a sus carreras musicales y giras. En septiembre del mismo año, Holly Willoughby y Reggie Yates anunciaron que tampoco regresarían para una temporada 3. El mismo mes se confirmó que Kylie Minogue y Ricky Wilson reemplazarían a J y O'Donoghue. También se anunció que Emma Willis y Marvin Humes reemplazarían como presentadores a Willoughby y Yates.

### Programación
Luego de especulaciones, en febrero se confirmó la fecha de estreno del show, el 10 de marzo de 2012. Acerca de este anuncio, la cuenta oficial de Twitter del show decía, "En dos semanas, algo nuevo llegará a tu televisión. Algo tan bueno que correrás a besar la pantalla." La jurado de Britain's Got Talent, Alesha Dixon confirmó el lanzamiento de la nueva temporada de Britain's Got Talent, comenzando el mismo día que The Voice UK. Britain's Got Talent era emitido por ITV, por lo que se produciría un enfrentamiento con el show. Acerca de este movimiento una fuente de BBC dijo, "Esto es típico de ITV, mostrar sus tanques de guerra al mismo tiempo que lanzamos un nuevo formato. Ellos están molestos ya que no obtuvieron el show ni siquiera ofreciendo £10 millones más que nosotros." Aun así, una fuente de ITV respondió diciendo, "No hemos lanzado una fecha de estreno pero, si fuera un apostador, iría por el 24 de marzo. BBC sabes que siempre estrenamos BGT en estas fechas. Si alguien está mostrando sus tanques de guerra, son ellos." Durante los últimos cuatro años sin embargo, Britain's Got Talent fue estrenado en mediados de abril. BBC e ITV protagonizaron constantes "guerras de programación". BBC movió el supuesto horario del show de 7:15 a 7:00, para evitar una "coincidencia significativa". ITV respondió moviendo Britain's Got Talent de su horario original de 7:45 a 7:30. Una fuente de BBC dijo, "Es decepcionante que hayan elegido estrenar Britain's Got Talent el mismo día que nosotros. No intentar coincidir aunque sea en la mitad de camino, es algo muy competitivo."
Al mismo tiempo que The Voice progresaba, fue clara la fidelidad de la audiencia en permanecer aunque comenzara Britain's Got Talent. Luego del tercer episodio de Blind Auditions, cuando el show de BBC ganó por un margen de 4 millones de espectadores, Simon Cowell y los ejecutivos de ITV decidieron mover el show a un horario más tardío.
En una entrevista exclusiva con Digital Spy, Cowell declaró que el show es "competencia" para Britain's Got Talent. Dijo además, "Reconozco a [The Voice] como un desafío. BBC debe tener mucha confianza para haber decidido enfrentarse con nosotros. Quieren hacer una competencia de todo esto. Así que tenemos que hacerlo [Britain's Got Talent] mejor. Todos se benefician a partir de esto." De todos modos, el presentador Reggie Yates negó esto: "No sé si es acerca de derrotar a alguien. Es algo totalmente diferente. Creo que si ves este show, verás exactamente desde dónde nos estamos dirigiendo."

### Promoción
El primer anuncio promocional del show fue publicado por BBC en su sitio web oficial, el cual decía: "Cuatro de los nombres más grandes en la música, están buscando nuevos talentos para competir por el título de The Voice UK. Sólo aquellos con las voces más únicas y distintivas llegarán a la filmación de las audiciones teniendo la oportunidad de presentarse frente a entrenadores y celebridades". Para promocionar el show, los cuatro entrenadores asistieron a un evento de lanzamiento en Central London, el cual se realizó en el Soho Hotel el 24 de febrero de 2012. Un tráiler completo fue revelado el 9 de marzo, conteniendo imágenes del show, incluyendo entrevistas con el panel, una primera vista a algunos concursantes y situaciones entre los entrenadores".

#### Medios sociales
De acuerdo a Digital Spy, BBC intentaba "impulsar la participación de la audiencia a través de las redes sociales y la actividad online", ya que pocas veces los espectadores miraban un programa y participaban del mismo comentando desde dispositivos móviles o computadoras". Telegraph Hill, habiendo trabajado previamente en los dramas de BBC Three, Being Human y The Fades, puso en marcha un equipo de "trabajadores creativos de medios sociales" encargado de generar videos en línea acerca del show, publicados también en Facebook y Twitter.

### Audiciones y filmaciones
Las audiciones frente a los productores comenzaron el 31 de octubre de 2011. Las primeras fechas de audiciones tomaron lugar en Londres, luego dos en Birmingham, Glasgow, Mánchester y Cardiff, y una en Belfast. Tanto solistas como dúos pueden participar, siempre y cuando tengan dieciséis años o más. Los entrenadores no forman parte de este tipo de audiciones. El nivel de audiciones ha sido descripto como "increíble" y "muy talentoso". Las audiciones a ciegas para la primera temporada se realizaron en BBC Television Centre y a partir de la segunda, han sido realizada en MediaCityUK, en donde cada entrenador recibe un cuarto de vestuario. El entrenador Danny O'Donoghue dijo a Digital Spy acerca del talento en las audiciones, "El talento en el show luego de las primeras audiciones, derrota el talento de cualquier final de cualquiera serie de televisión que he visto. Los cabellos detrás de mi cabeza y brazos, se erizaba. Participantes de 16-17 años, estaban allí presentándose de forma maravillosa".

### Jurado
| Temporada | Año  | Coaches   | Coaches         | Coaches      | Coaches          | Coaches                |
| --------- | ---- | --------- | --------------- | ------------ | ---------------- | ---------------------- |
| 1         | 2012 | Will.i.am | Jessie J        | Tom Jones    | Danny O'Donoghue | N/A                    |
| 2         | 2013 | Will.i.am | Jessie J        | Tom Jones    | Danny O'Donoghue | N/A                    |
| 3         | 2014 | Will.i.am | Kylie Minogue   | Tom Jones    | Ricky Wilson     | N/A                    |
| 4         | 2015 | Will.i.am | Rita Ora        | Tom Jones    | Ricky Wilson     | N/A                    |
| 5         | 2016 | Will.i.am | Boy George      | Paloma Faith | Ricky Wilson     | N/A                    |
| 6         | 2017 | Will.i.am | Jennifer Hudson | Tom Jones    | Gavin Rossdale   | N/A                    |
| 7         | 2018 | Will.i.am | Jennifer Hudson | Tom Jones    | Olly Murs        | N/A                    |
| 8         | 2019 | Will.i.am | Jennifer Hudson | Tom Jones    | Olly Murs        | N/A                    |
| 9         | 2020 | Will.i.am | Meghan Trainor  | Tom Jones    | Olly Murs        | N/A                    |
| 10        | 2021 | Will.i.am | Anne-Marie      | Tom Jones    | Olly Murs        | Sting (ComeBack Stage) |
| 11        | 2022 | Will.i.am | Anne-Marie      | Tom Jones    | Olly Murs        | N/A                    |

## Jueces
La alineación de entrenamiento fue anunciado oficialmente el 8 de diciembre de 2011. Resumiendo todo el panel, dijo Cohen, "En general, nuestra línea de Tom Jones, Jessie J, will.i.am y Danny O'Donoghue nos da la calidad megaestrella , gran variedad musical y músicos que conocen nuestro amor audiencia". [45] Presentador Holly Willoughby las describió como "tipo duro", "increíble", y que cuando se "pone a todos en la sala de juntas, la magia sucede. Todos ellos provienen de diferentes áreas de la industria de la música y es muy mágico verlos juntos ". [30] Jones dijo que el espectáculo tiene más "credibilidad" que otros, debido al jurado. Él dijo: "Hemos estado a través de él, sabemos lo que se siente al levantarse y realizar, a diferencia de algunos jueces en algunos otros espectáculos que simplemente no saben, nunca lo han hecho. Los que tienen no son muy bueno de todos modos". [46] Los cuatro entrenadores confirmaron que volverían como entrenadores para una segunda serie. [47]
Kylie Minogue y Ricky Wilson se unieron a will.i.am y Jones como entrenadores para la tercera serie siguiendo las salidas de Jessie J y O'Donoghue. Los rumores fueron pasados que Nicole Scherzinger se uniría al equipo, pero más adelante Rita Ora reemplazados Minogue para la cuarta serie. Después de una sola serie, Ora dejó el programa, debido a compromisos de gira y se unió a la demostración rival, The X Factor UK . El 14 de agosto, se anunció que Paloma Faith y Boy George se unirían a Wilson y Will.i.am de la quinta serie, lo que significa que Jones no volvería. Hacha de Jones tuvo una respuesta negativa generalizada de los espectadores y por él mismo, con Jones alegando que no tenía idea de que había sido despedido. [48]
El 13 de noviembre de 2015, Wilson anunció que la quinta serie sería su última como entrenador. [49] Sin embargo, el 24 de marzo de 2016, se anunció que él podría hacer un retorno a la serie. [50] El mes siguiente, Fe declaró que había dejado el espectáculo debido a su embarazo, después de sólo una serie en la serie. [51] En julio de 2016, se confirmó que Boy George había decidido no volver para la sexta serie en la ITV. [52] will.i.am más tarde reveló que iba a regresar como entrenador para la serie 2017, [53] pero Wilson anunció más tarde que no lo haría. [54] En septiembre de 2016, los entrenadores para la serie 2017 se confirmó como will.i.am, Jennifer Hudson , Jones y Gavin Rossdale . [55]
El 6 de marzo de 2017, ITV confirmó que will.i.am. volvería a la serie en 2018. La cadena también expresó que "todas las partes" también estaban interesadas en el regreso de Jones. En octubre de 2017, se anunció que Jones y Hudson regresarían, junto con el cantante Olly Murs uniéndose al panel de entrenadores, reemplazando a Rossdale. 
El 21 de septiembre de 2018, el  Daily Express  anunció que will.i.am, Jones, Hudson y Murs regresarían al programa como entrenadores de la octava temporada. En septiembre de 2019, se anunció que Meghan Trainor reemplazaría a una Hudson que se marchaba, quien citó compromisos laborales en los Estados Unidos como la razón de su partida; Se anunció que Jones, Murs y will.i.am regresarían junto a Trainor.
El 8 de octubre de 2020, Trainor anunció que no regresaría para la décima temporada, después de anunciar su embarazo. Más tarde ese mes, se anunció que la cantante inglesa Anne-Marie reemplazaría a Trainor en 2021.

### Actuales

Galeria de jueces
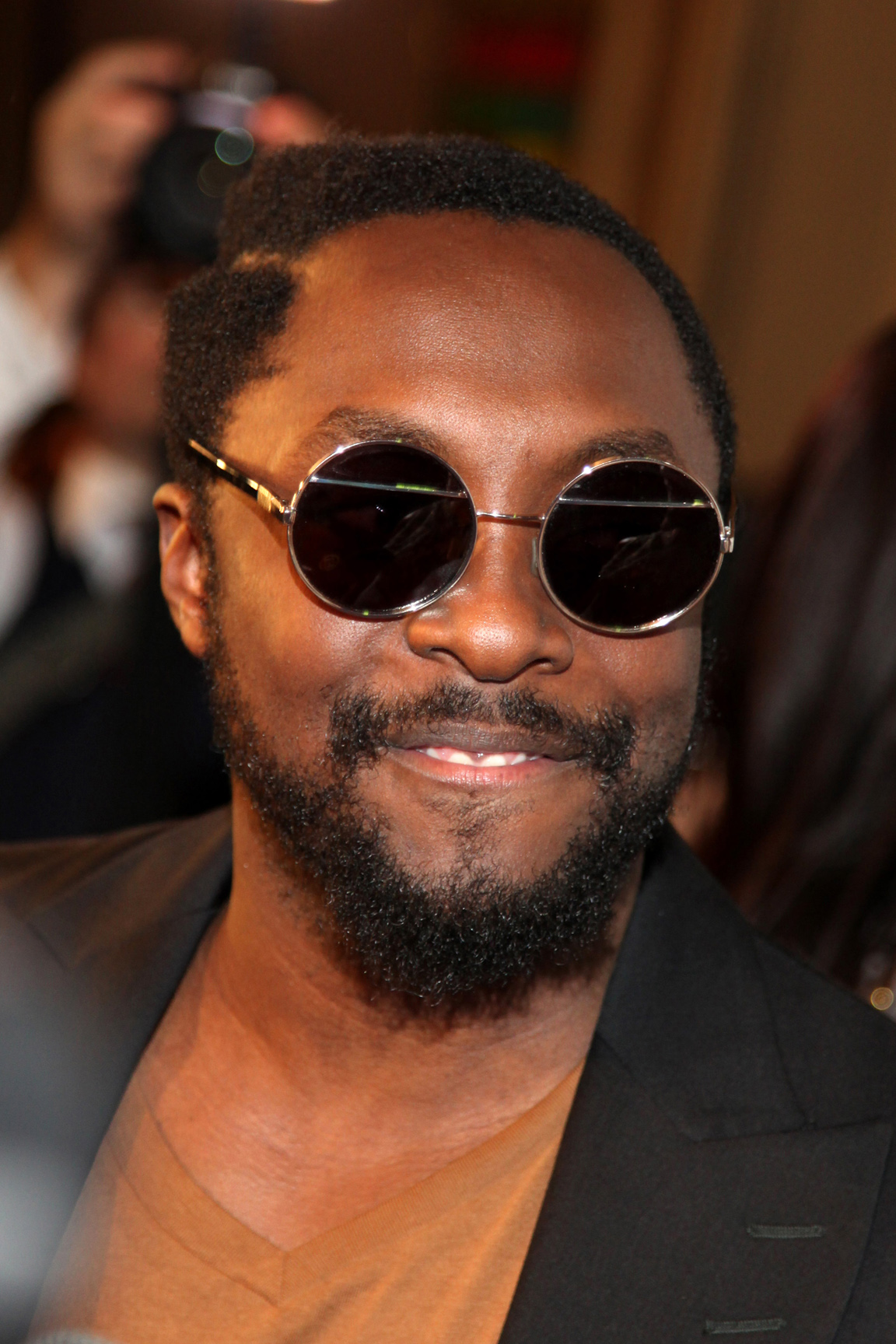
will.i.am (2012–)
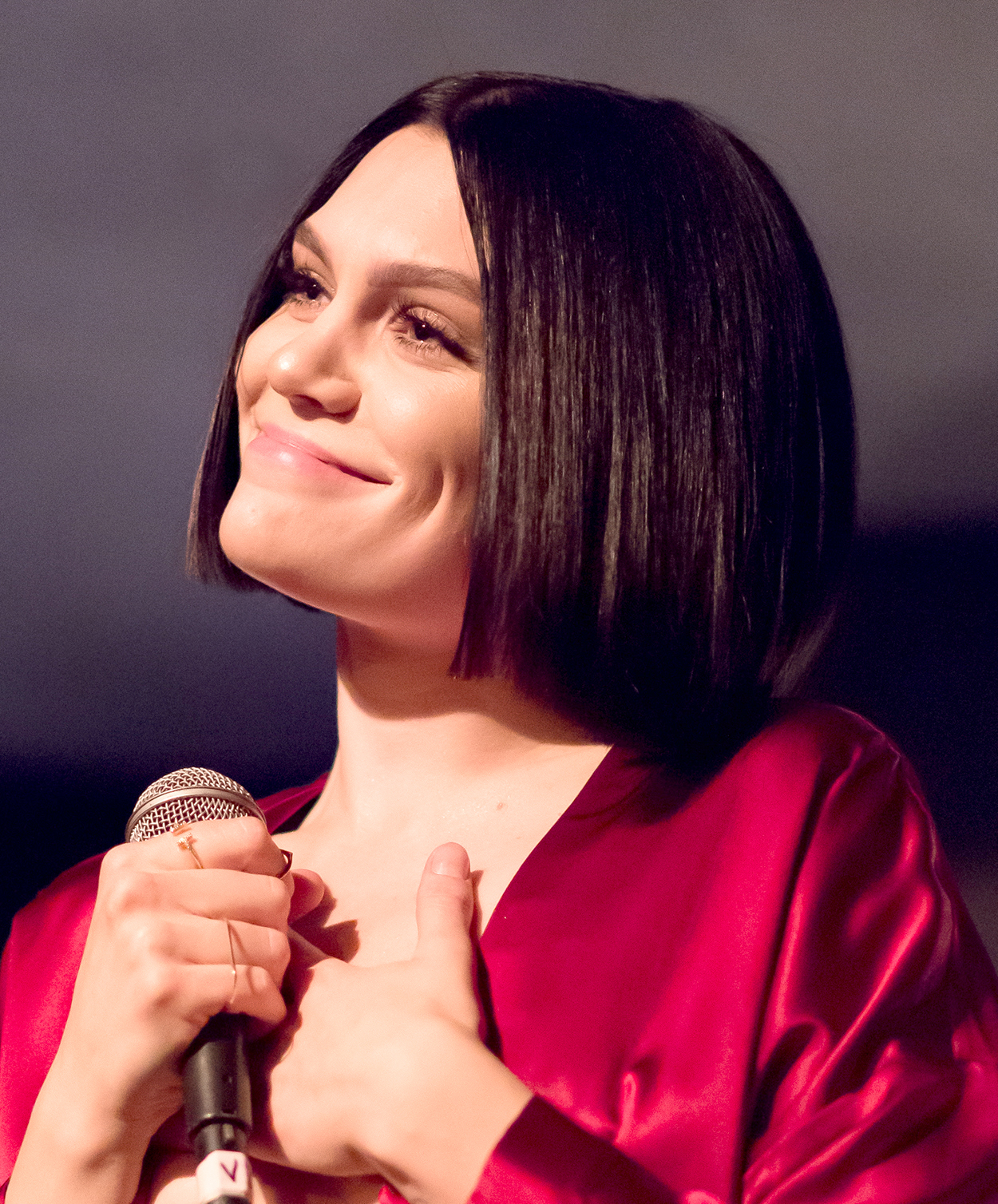
Jessie J (2012–2013)
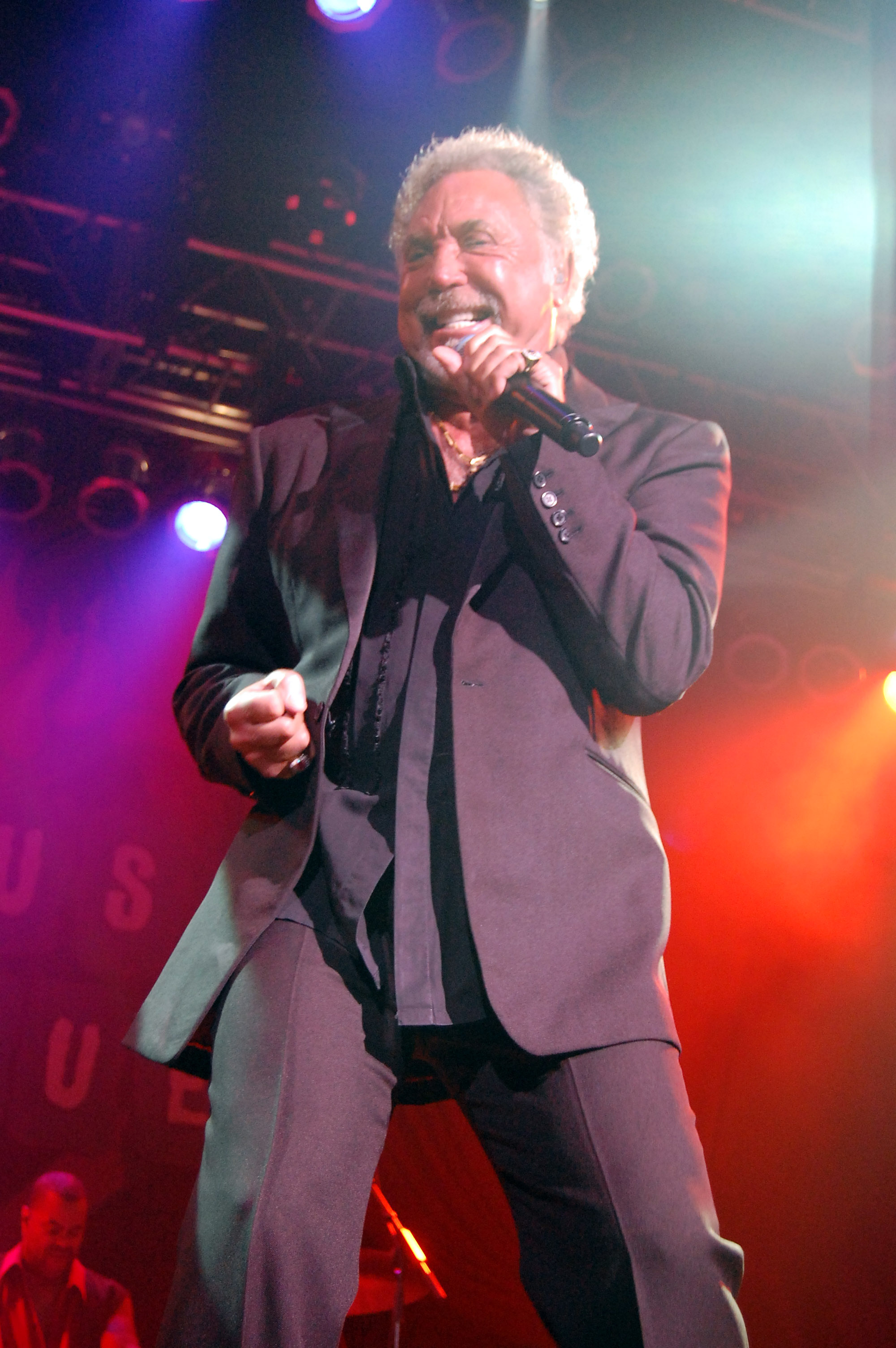
Sir Tom Jones (2012–2015, 2017–)
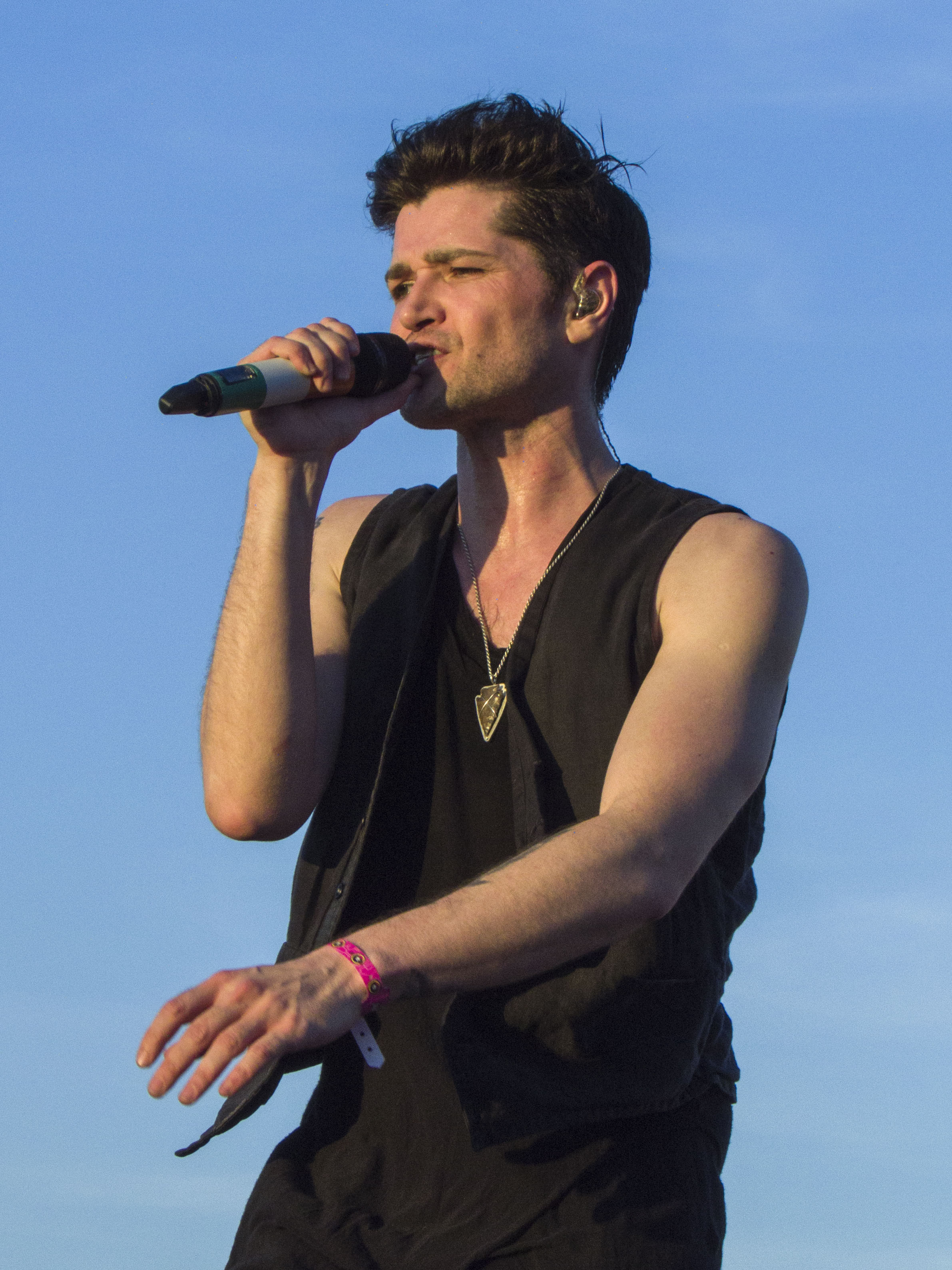
Danny O'Donoghue (2012–2013)
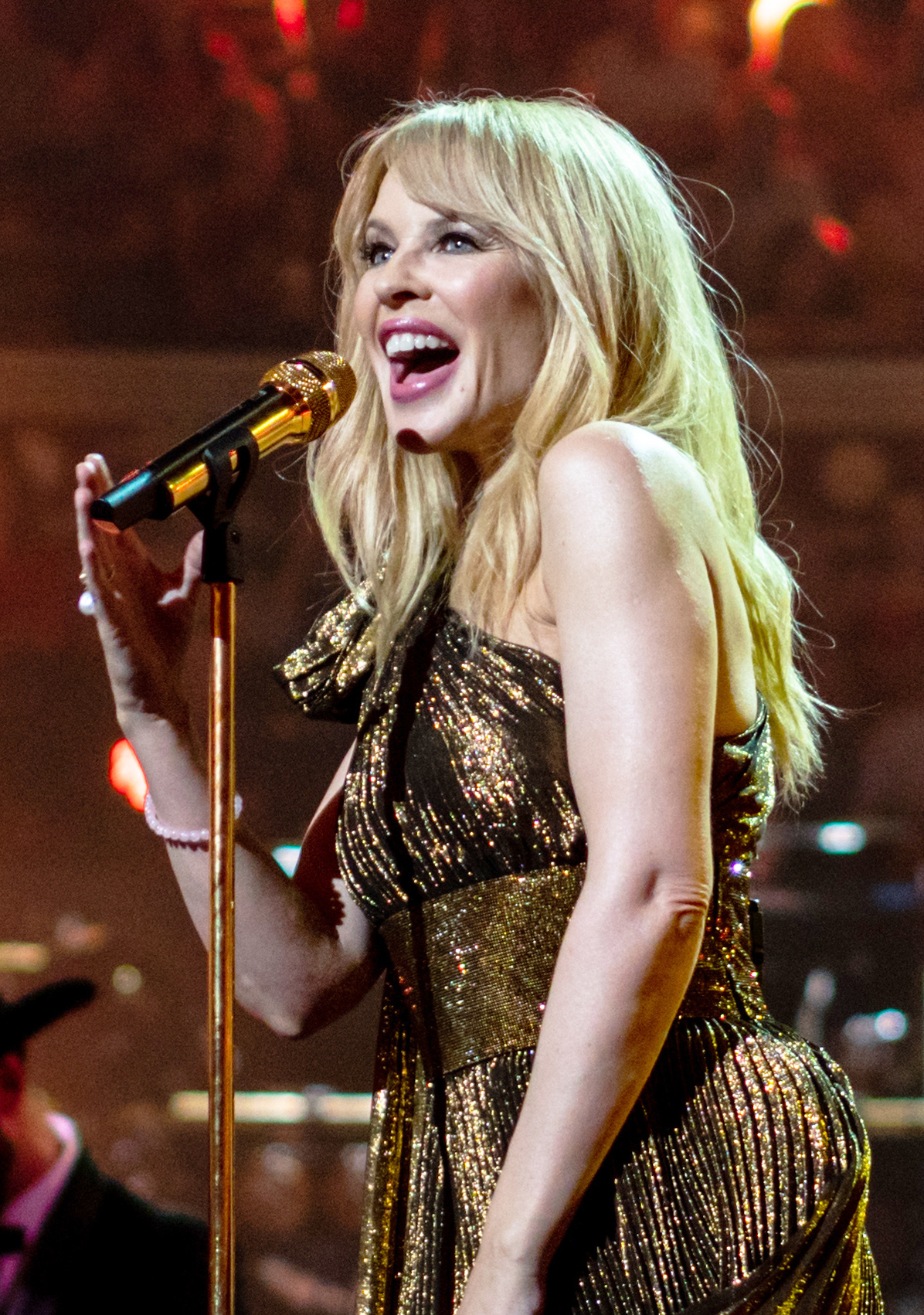
Kylie Minogue (2014)
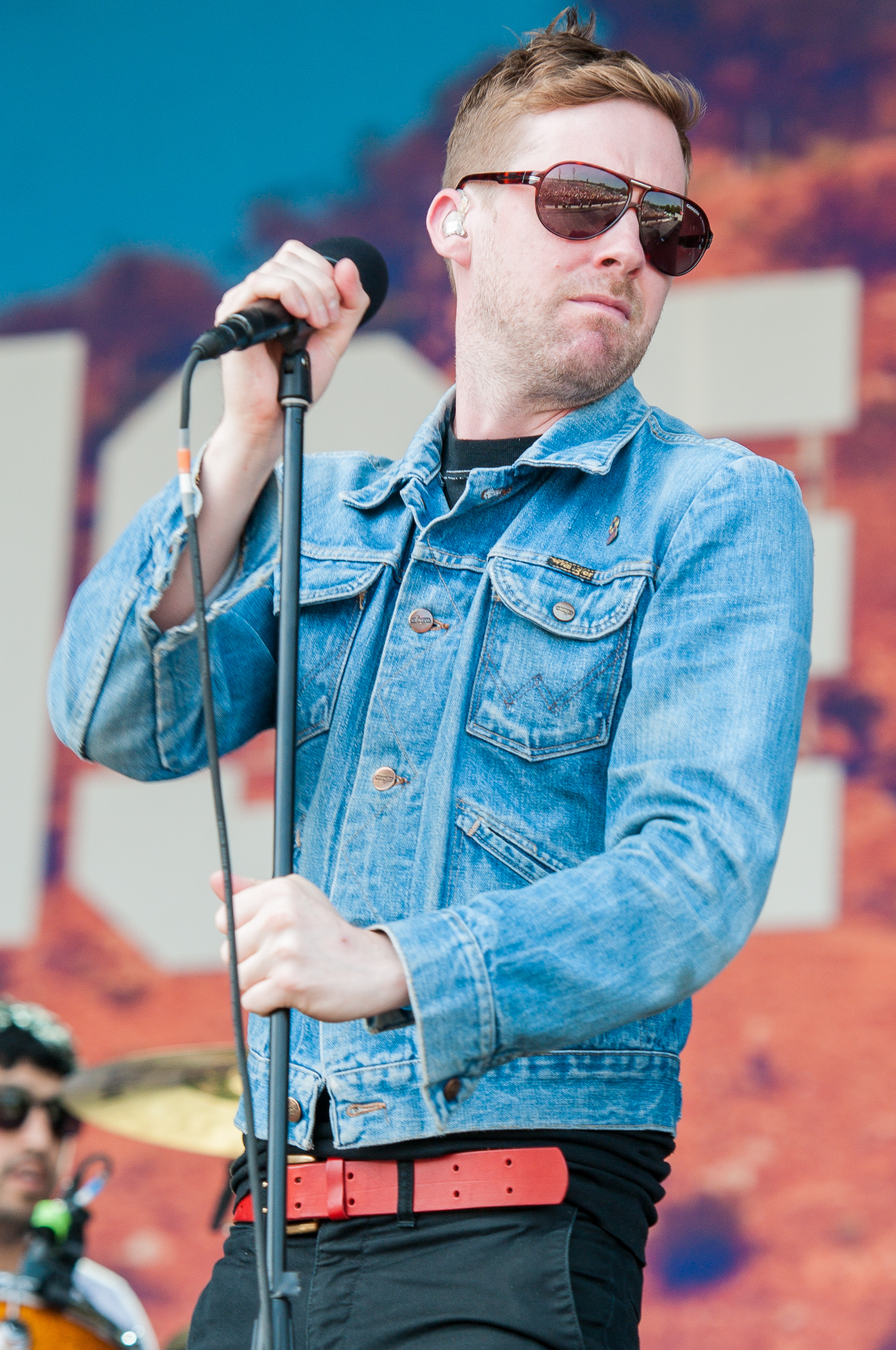
Ricky Wilson (2014–2016)
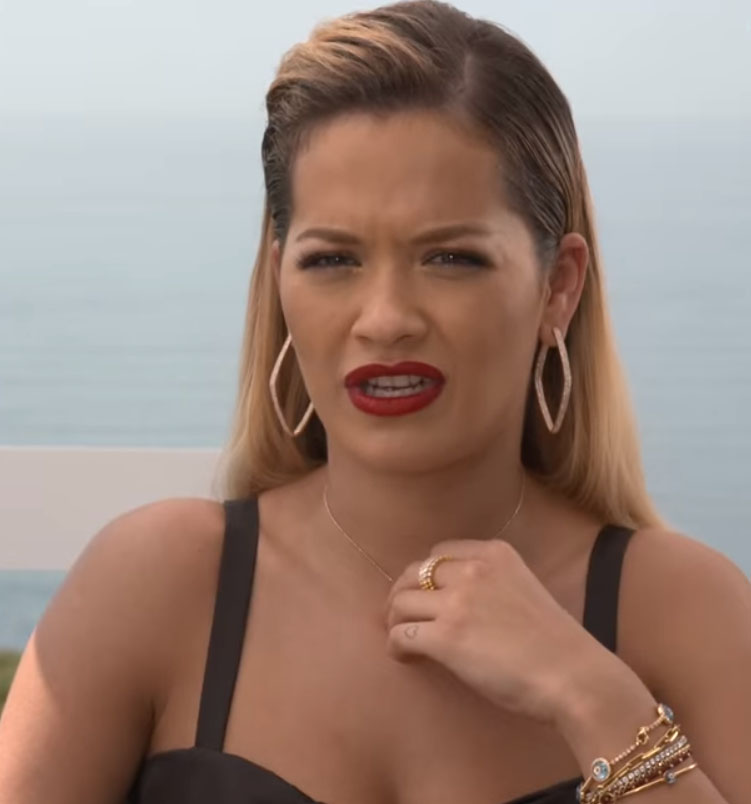
Rita Ora (2015)
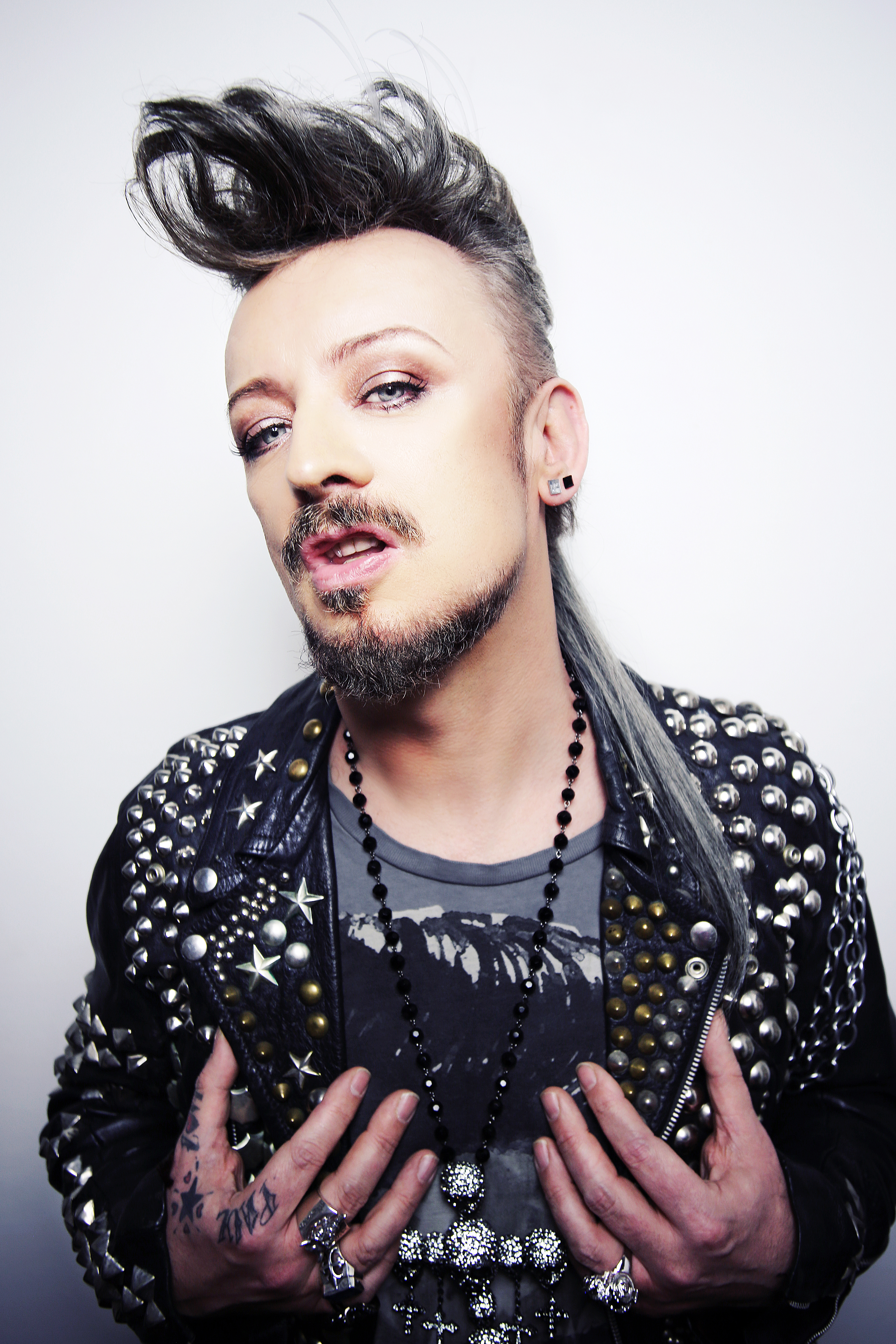
Boy George (2016)
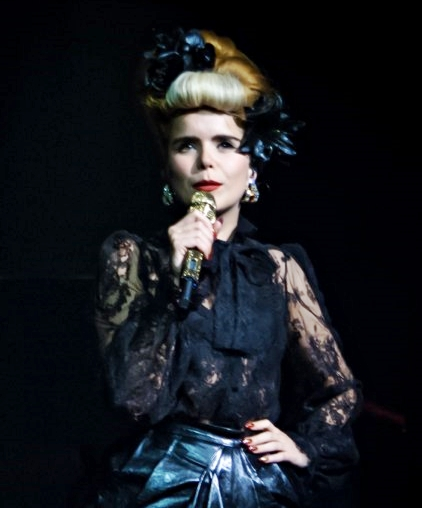
Paloma Faith (2016)
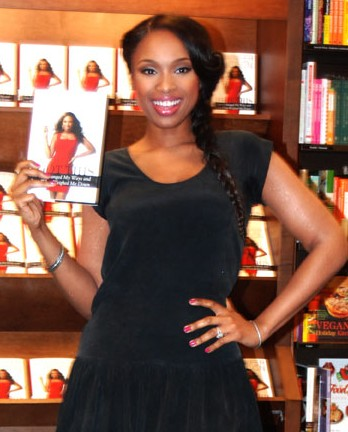
Jennifer Hudson (2017–2019)
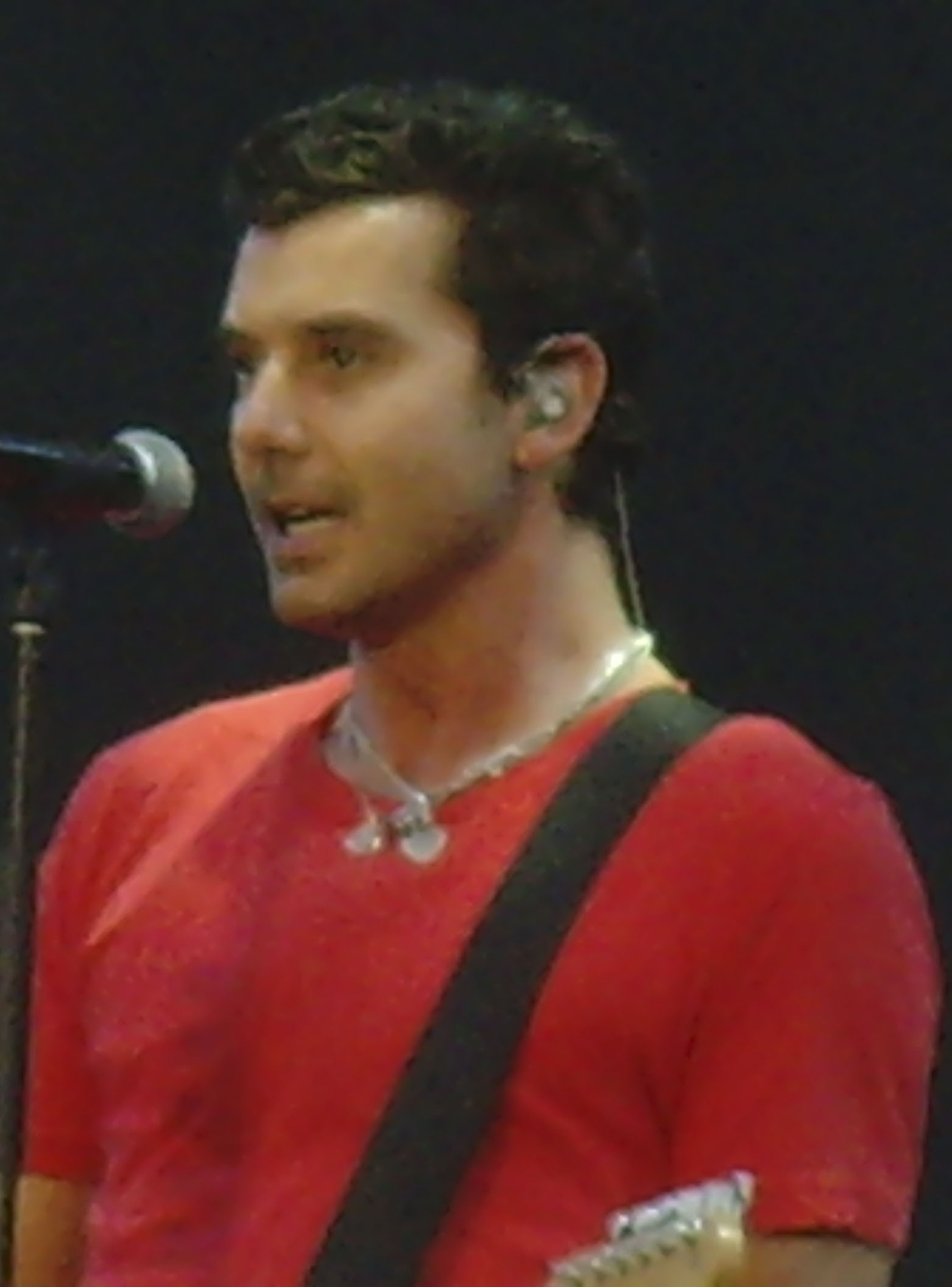
Gavin Rossdale (2017)
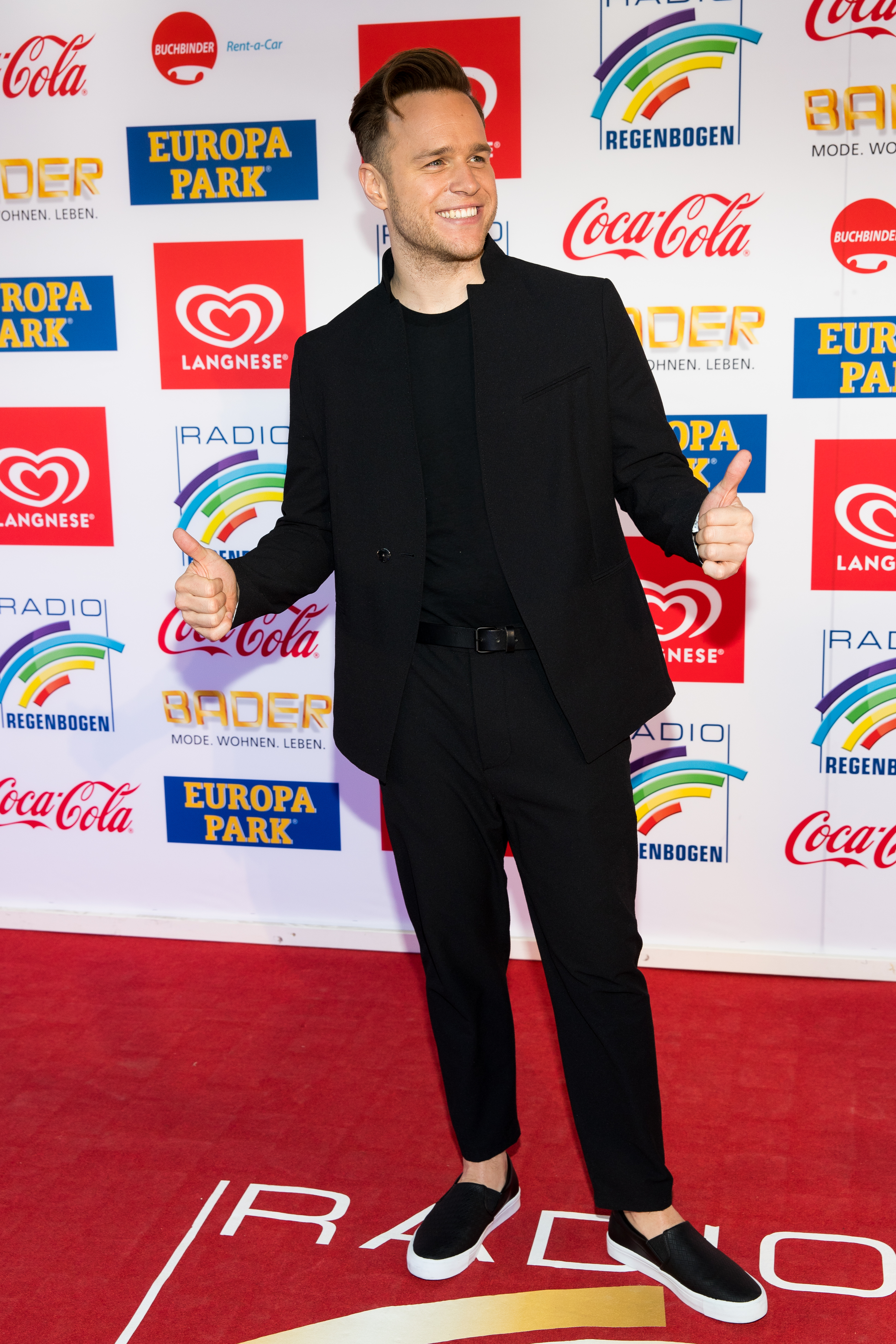
Olly Murs (2018–)
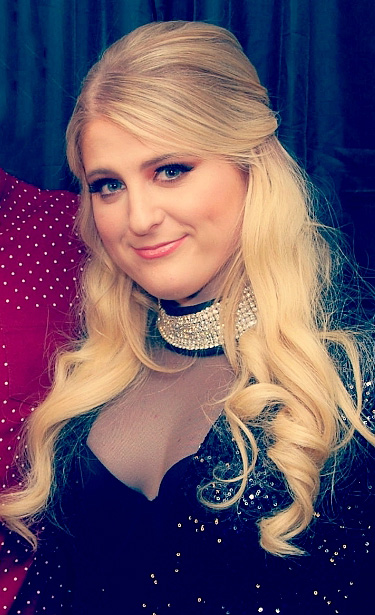
Meghan Trainor (2020)
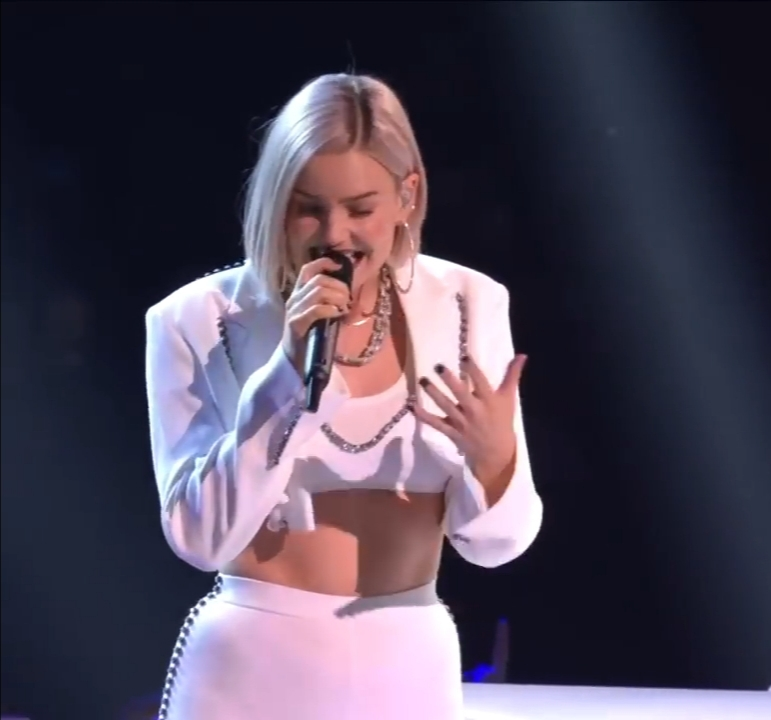
Anne-Marie (2021–)
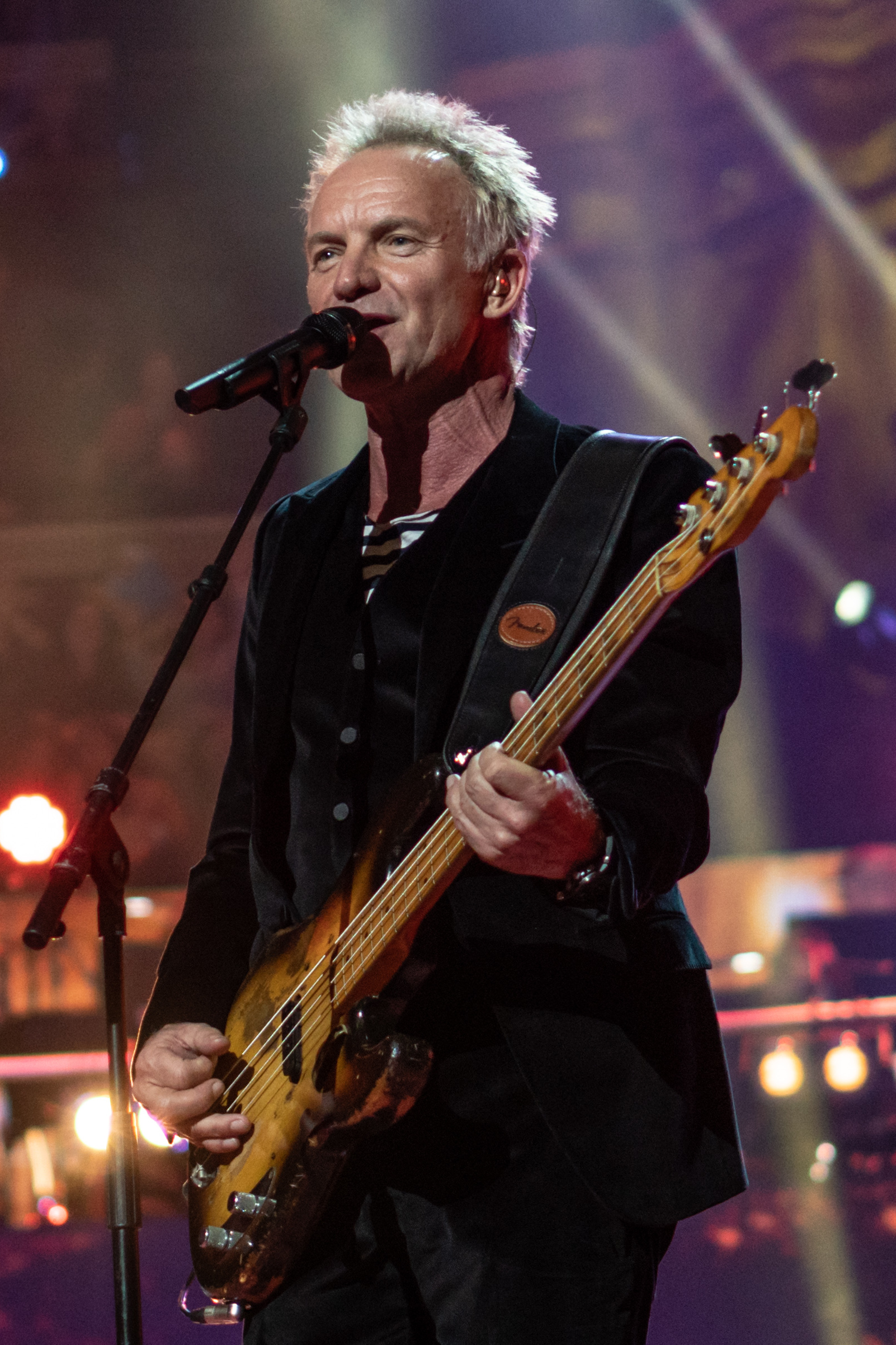
Sting (Comeback Stage) (2021–)

#### Will.i.am

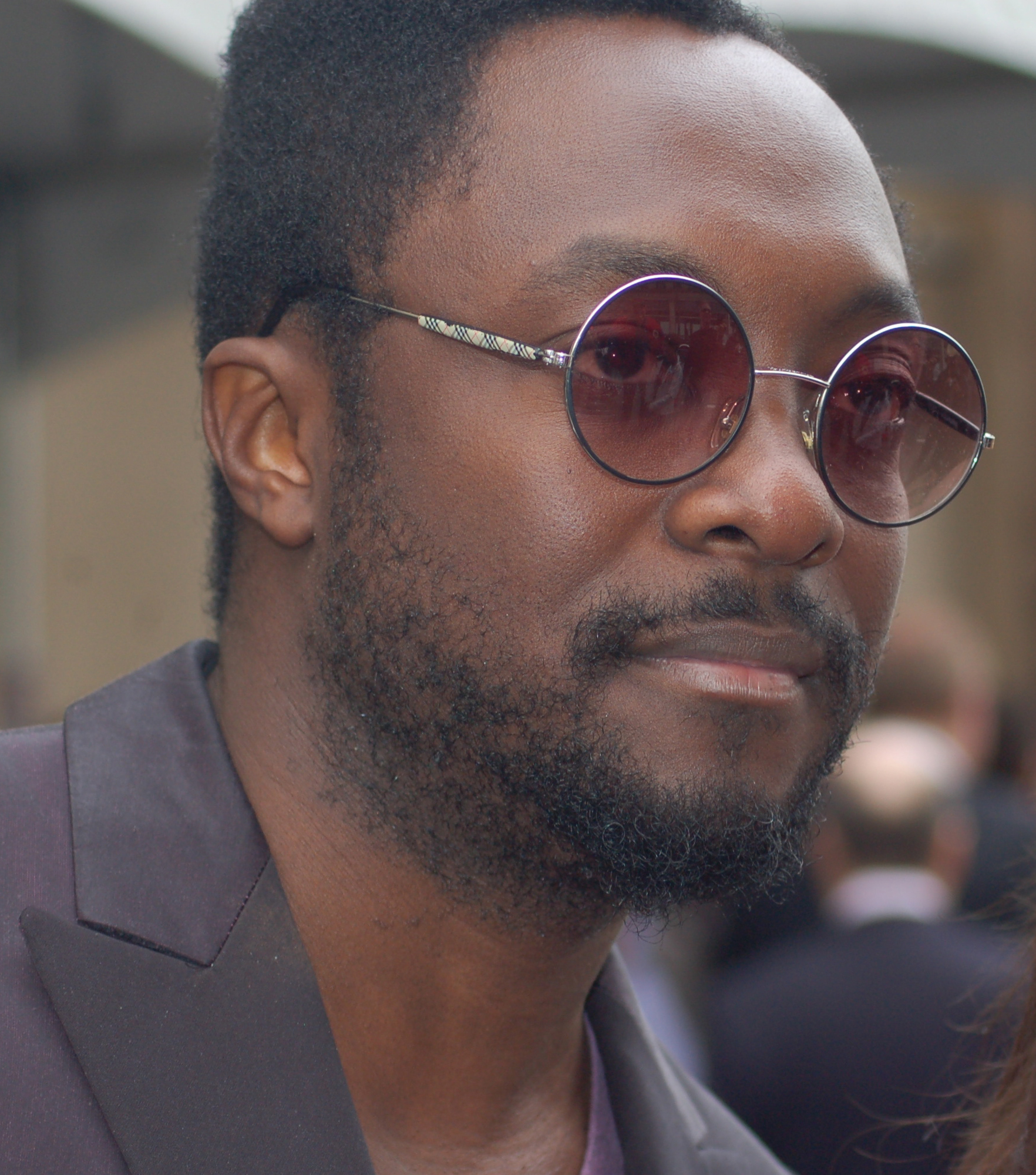
will.i.am

El 25 de octubre de 2011, se reportó que el rapero norteamericano will.i.am se uniría a The Voice UK como juez y entrenador. Una fuente dijo, "Will es un contrato 95 por ciento firmado. Es una gran estrella y le encanta ayudar a nuevos talentos. Dispara con sus labios, por lo que no tendrá miedo de decir la verdad. Aunque, dudo que The Voice sea crítica como The X Factor". will.i.am fue oficialmente confirmado como jurado de The Voice UK, y acerca de esto él dijo, "Estoy orgulloso de formar parte de The Voice UK porque UK fue el primer lugar en donde vi el éxito". "Es el lugar en donde más creativo soy fuera de casa." Cohen agregó, "Estoy emocionado de que will.i.am haya sido contratado como jurado en The Voice. Es una gran estrella que aportará una creatividad única al show." Hablando de las diferencias entre el show y X Factor dijo, "No seré jurado de X Factor. The Voice es diferente. No pueden ni siquiera ser comparados. En uno de ellos, encuentras personas de la industria de la música, actuales y leyendas, entrenando a la nueva generación. En el otro formato encuentras gente criticando, dando sus opiniones acerca de cosas que no saben, además de Randy Jackson en Idol.
En la preparación de su papel como jurado, le pidió ayuda a su amiga y exjurado de X Factor, Cheryl Cole. Hablando con Capital FM él dijo, "Me acerqué a Cheryl para que me aconseje en cómo mantenerme cool, tener cara de póker, y la importancia de mantenerme en sintonía con los artistas– es su sueño, muchas veces cuando se encuentran con la presencia de otros artistas, las celebridades tienen a querer brillas y acaparar todo el tiempo. Así que lo mío es querer hacer The Voice, pero no acaparar tiempo y que los artistas se queden como, 'Esto es acerca de ustedes?'. En marzo de 2012, se reportó que will.i.am había convertido su vestidor en un estudio de grabación, y que "en lugar de escuchar música con sus auriculares, instaló unos megaparlantes". Una fuente del show dijo, "Will.i.am va a todos lados con su kit de música. Así que no fue ninguna sorpresa cuando él y su equipo llegaron con una pila de parlantes el primer día. Los productores pensaron que era magnífico ya que querían que él fuera feliz mientras formara parte del show. Pero los equipos que se encontraban en los pisos superiores estuvieron un poco molestos con esto. Will tienen algunos bajos allí, y hacían temblar las paredes".

#### Tom Jones

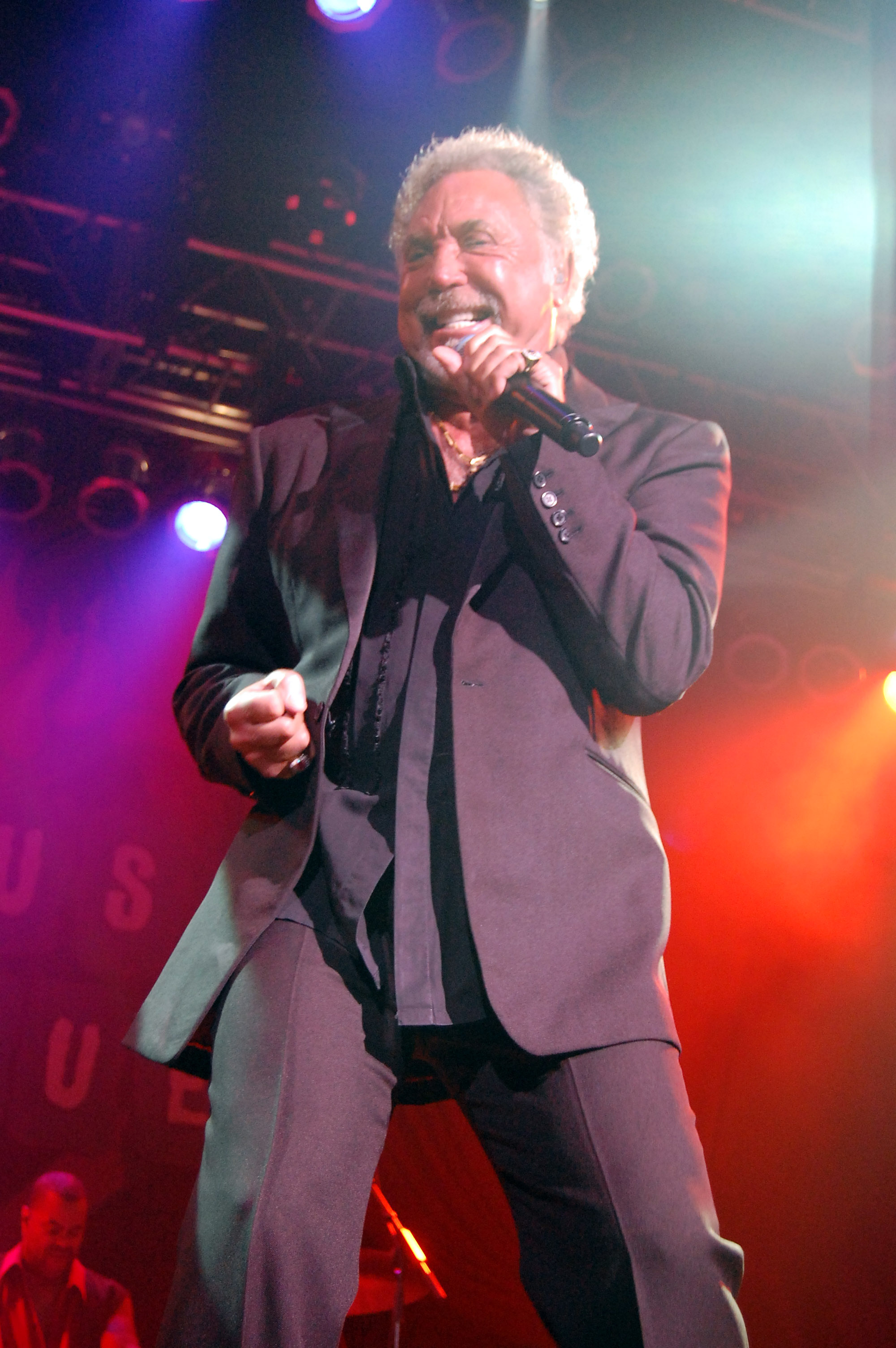
Tom Jones (cantante)

El 19 de octubre de 2011, se reportó que el cantante galés Tom Jones sería jurado en el show. Un diario escribió, "Tom está cerca de concretarlo. Tiene casi 50 años de experiencia en la música por lo que estará capacitado de brindar consejos decentes. Jessie J atraerá a los espectadores jóvenes pero Tom se convertirá en el favorito de las amas de casa." En diciembre de 2011, fue revelado accidentalmente por Jessie J que Jones sería un jurado en The Voice UK. Jessie dijo, "No puedo esperar para conocer a Tom Jones. Es Tom Jones, luego de todo". El 8 de diciembre de 2011, se confirmó oficialmente que junto a O'Donoghue, Jones completaría el panel de jueces. Jones dijo, "Estoy ansioso por The Voice, y emocionado de participar como jurado. Es un show muy fuerte; es todo acerca del talento - pero además es emocionante, competitivo y televisión convincente. Fui bendecido durante muchos años por poder compartir escenarios con artistas increíbles, y estoy en vísperas de ser parte del equipo que busque y descubra nuevo y genuino talento." El controlador de BBC One, Cohen, dijo acerca de estas declaraciones, "Estoy encantado de anunciar que Tom Jones y Danny O'Donoghue serán parte de The Voice. Tom es una leyenda de la música que aportará experiencia y creatividad al panel".
will.i.am ha demostrado su "admiraciónn" por Jones, diciendo que Jones fue la razón por la cual aceptó ser parte del show. Él dijo, "Empezamos con una industria de la música donde todo giraba en torno a la canción, la presentación, la voz. No sabías si el cantante era bajo, negro, blanco, gordo o flaco. Tom Jones fue parte de eso. Fue parte de la música cuando todo era acerca de ir a The Ed Sullivan Show y American Bandstand. Fue testigo de la industria americana cuando todo era blanco o negro. Vio la unión de dos culturas. Por eso estoy orgulloso de formar parte del show al lado de Tom". Jones dijo a BBC sus motivos de aceptar formar parte del show, "Cuando vine por primera vez a Londres en el '63, e intenté conseguir un contrato de grabación, dijeron que lucía muy macho. Por lo que estaban buscándome antes de oírme, y eso no ha cambiado, y no estoy de acuerdo con eso. Por este motivo es que The Voice es muy importante, porque no hay un preconcepto de la imagen. Hay muchas clases de personas allí y muchos tipos de música que necesitan ser tenidos en cuenta". Jo Usmar de Daily Mirror comentó que estaba más entusiasmado por Jones, que por el resto del jurado.

#### Olly Murs

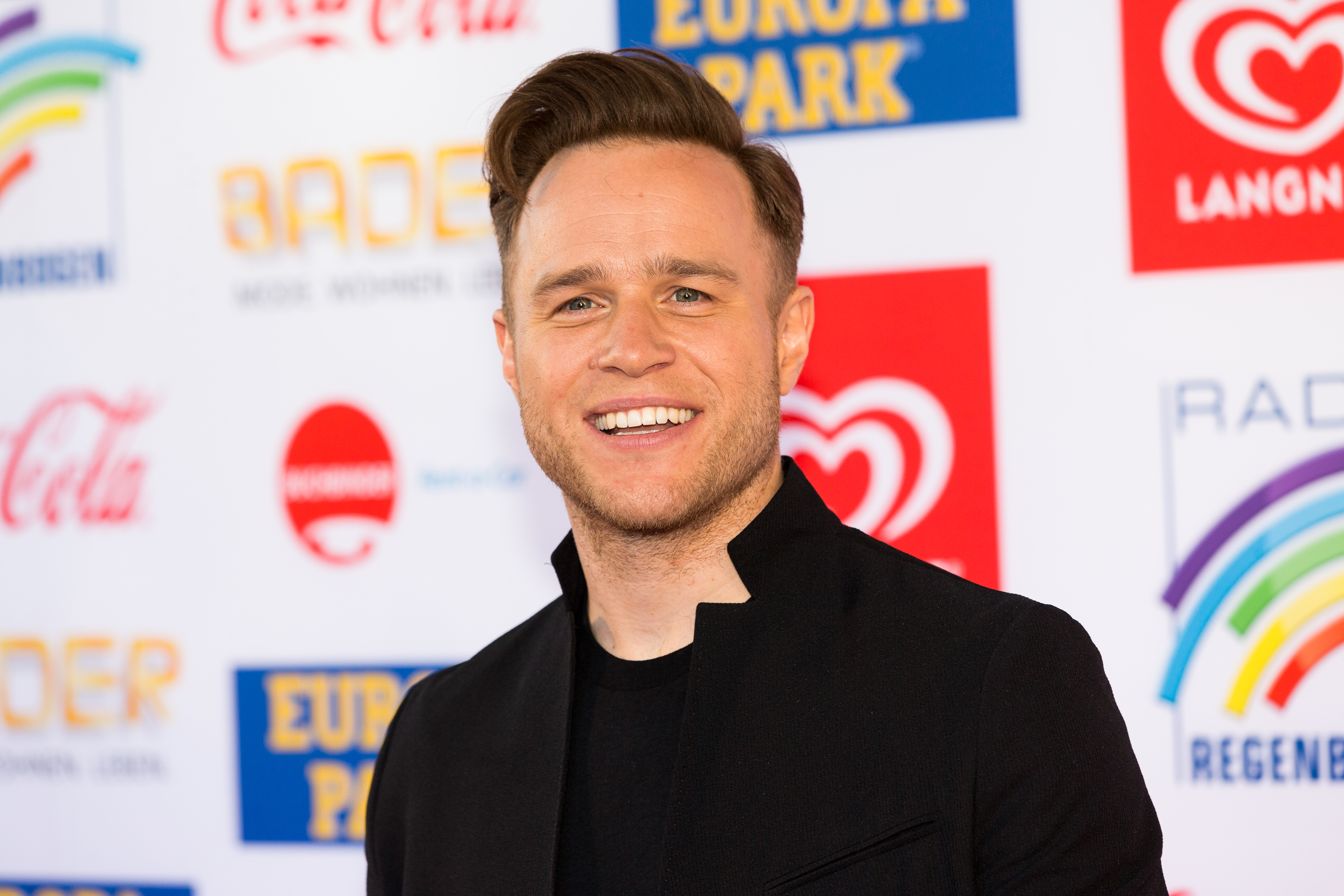
will.i.am

Olly Murs ha anunciado que se unirá al jurado de la próxima serie The Voice. Calificará a los jugadores en el programa de música de la BBC junto con los entrenadores que regresan a Will.i.am, Tom Jones y Jennifer Hudson. En un comunicado, Olly Murs dice: "Estoy absolutamente emocionado de ser entrenador en The Voice UK y puedo ' Espere a sentarse en la silla junto a Will, Jennifer y Tom “¡No puedo esperar para ser mentora de nuevos artistas y definitivamente quiero GANAR!

#### Anne-Marie

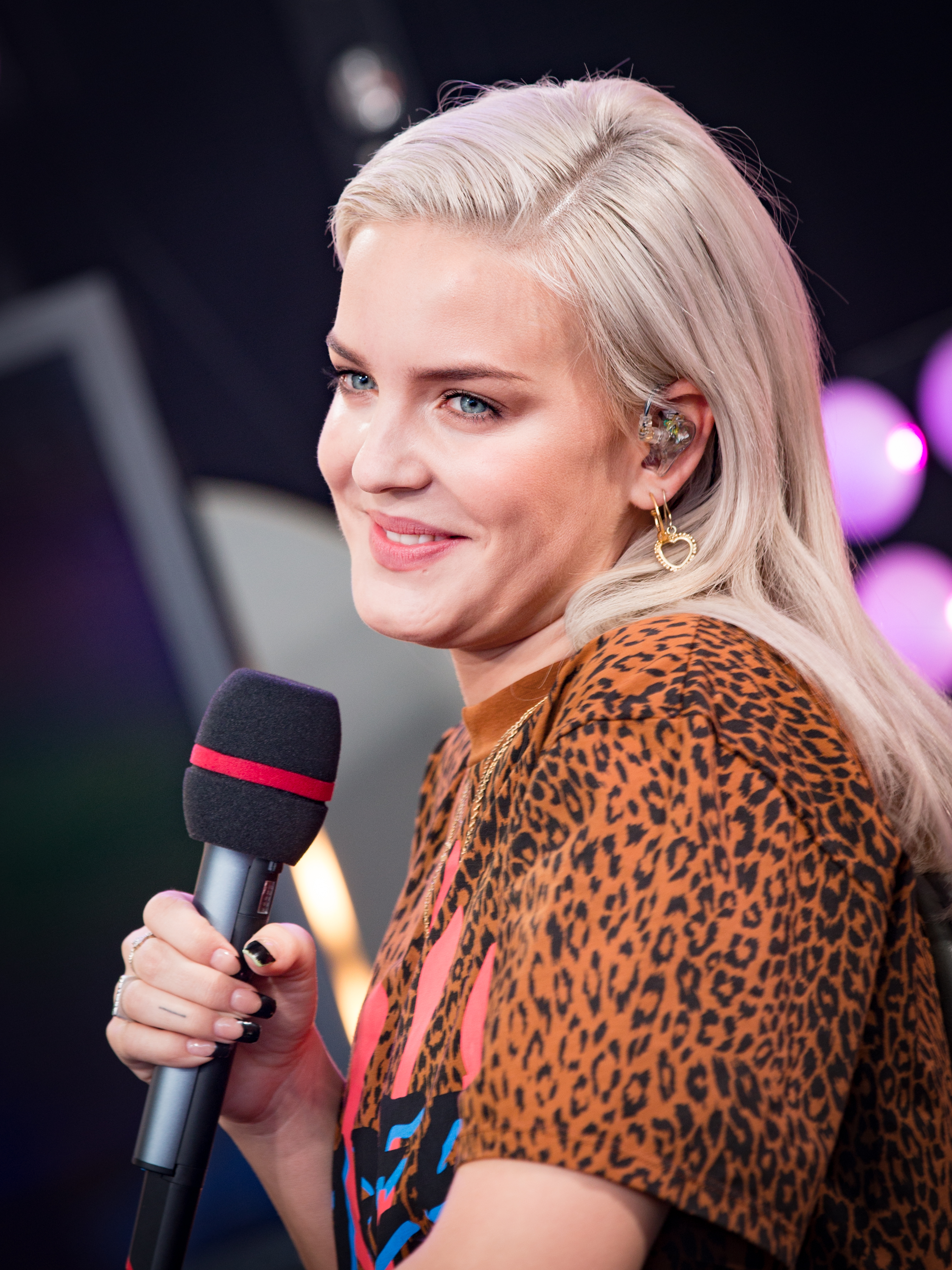
Anne-Marie

Anne-Marie se ha convertido en la nueva entrenadora de la próxima serie de The Voice.
Llenará la silla roja que dejó Meghan Trainor. La cantante estadounidense pasa el rato después del concierto del próximo año anunciando que está embarazada. "Estoy MUY emocionada de unirme a Sir Tom, will.i.am y Olly como el nuevo entrenador de The Voice UK ", dijo. Cantante nueve veces nominado al Brit Award" ¡Estoy deseando trabajar con este increíble talento por descubrir! ¡Wahoooooo! ". Esta no es la primera vez que los fanáticos de The Voice ven a Anne-Marie en el programa. Se unió a Olly Murs como mentora invitada para la serie de 2019. Él dijo:" No puedo esperar a escuchar sobre su propio viaje. y estoy segura de que será una entrenadora fantástica. “Es una de las mejores artistas femeninas de la industria en este momento, así que es genial que se haya unido al equipo y también haya ayudado a aumentar el factor Essex. ¡Nos ocuparemos de ella! ”Will.i.am agregó:“ Estoy muy emocionado con la nueva temporada y dar la bienvenida a Anne-Marie como nuestra nueva entrenadora en The Voice UK. su enfoque lo convierte en el complemento perfecto para esta temporada ”. 

### Previos

#### Jessie J

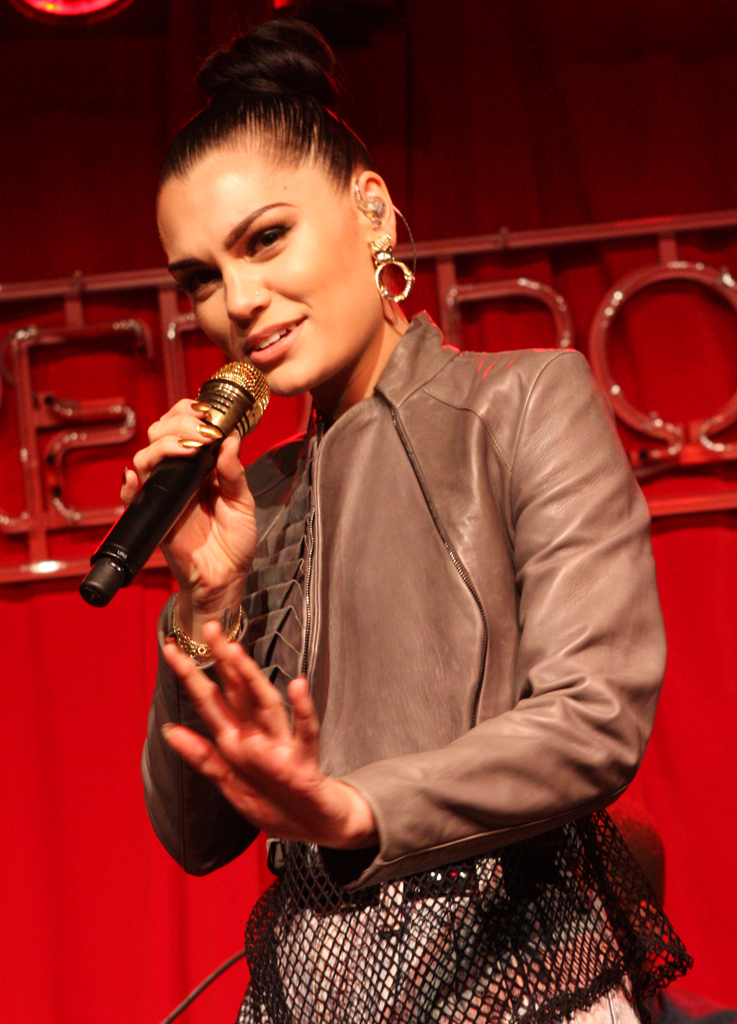
Jessie J

El 4 de octubre de 2011, la cantante Jessie J fue confirmada como jurado para The Voice UK. Fue anunciado en el show matutino de Chris Moyles por BBC One, y hablando al respecto dijo "No puedo esperar. Estoy emocionada." Danny Cohen, el controlador de BBC One dijo, "Jessie J será una entrenadora increíble en The Voice UK. Es una estrella joven masiva con una gran personalidad, y sus recientes nominaciones a MOBO son prueba de sus habilidades musicales y creativas." Jessie añadió: "Estoy emocionada por ser jurado, una inspiración y mentora y me encanta que la oportunidad gire en torno a 'la voz'." Jessie le dijo a The Sun por qué decidió unirse a The Voice UK diciendo, "The Voice es un show donde creo que encajo. La idea de ser entrenadora y una inspiración más que jurado, es algo que me fascina. Empezaré en The Voice luego de que los aspirantes hayan sido filtrados y se presenten solo aquellos que saben cantar. No habrá personas de las cuales reírse por diversión. Y son ellos elegiéndonos a nosotros. Es acerca de la espontaneidad. Será una experiencia maravillosa". Luego expresó estar "muy contenta" por ser la única mujer en el panel, además de decirle a The Sun que no quiere escuchar historias emotivas acerca de los concursantes, diciendo que sería "dura" con ellos, agregando luego en una entrevista con Daily Star Sunday, "Seré joven pero no tengo problemas en ser crítica. Me gusta como Simon Cowell dice exactamente lo que piensa, independientemente de que a la gente le guste o no. No me importa si a la gente no le gusto, y estoy preparada para eso. Incluso si son parte de mi equipo, eso no significa que diré que algo fue bueno si realmente no lo fue. No soy un robot. Canto fuera de tonos a veces, y no tengo miedo de decirle a alguien que lo ha hecho. Seré honesta. Esto es lo que más necesita la industria de la música ahora mismo".
Jessie le dijo a Daily Mail que a diferencia de X Factor, no hay rivalidades entre sus colegas del jurado, "El show no es acerca de quién pelea con quién. Detrás del escenario todos estamos en sintonía y concentrados en nuestros artistas. [En otros programas] estás pendiente de quién pelea con quién. Nos enfocaremos en la inspiración y en lo positivo". La presentadora Holly Willoughby opinó que si ella fuera una concursante, querría a Jessie como su entrenadora. Dijo, "Genuinamente los amo a todos, pero si tengo que ser honesta, tengo un cierto favoritismo por Jessie J. Si yo fuera una concursante, la elegiría para que sea mi entrenadora. Me encanta, tiene una energía increíble. Es muy cool y tiene solo 23! No fui tan cool como ella cuando tuve 23, eso es seguro". El 24 de agosto de 2012, Jessie confirmó vía Twitter que se uniría al show para su 2.ª temporada. El 5 de julio de 2013, confirmó que no regresaría en el 2014, argumentando que "la música debe ser mi prioridad".

#### Danny O'Donoghue

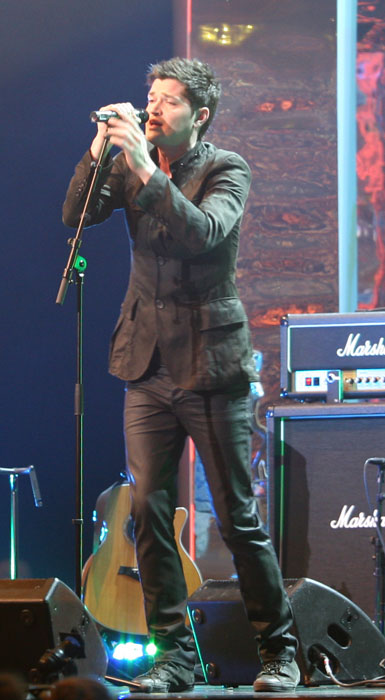
Danny O'Donoghue performing with The Script

El 8 de diciembre de 2011, fue anunciado que junto a Sir Tom Jones, O'Donoghue se uniría al panel de jueces. O'Donoghue dijo, "Soy un gran fan de The Voice, así que estar involucrado como jurado es increíble. Es un show diferente a cualquier otro porque la da importancia a la voz por sobre otros factores. Busco poner a mi equipo en el mejor lugar y batallar junto al resto del jurado y ver quién logra ganar esta competencia única y creíble. ¡Vine para ganar!". El controlador de BBC One, Cohen dijo acerca de este anuncio, "Estoy encantado de anunciar que Tom Jones y Danny O'Donoghue serán parte de The Voice. Danny es una estrella en crecimiento que brindará frescura y sorpresa al equipo". El cantante Will Young fue originalmente pensado como jurado para estar en el lugar de O'Donoghue's, pero a último minuto, O'Donoghue fue el elegido. Young dijo que BBC "quería más rock". De acuerdo al medio PureMédias de la prensa francesa, Will fue el "gran favorito para la silla giratoria". Cuando O'Donoghue reemplazó a Young como entrenador, el cantante Professor Green dijo "Nadie sabe quién es Danny". Evocando las palabras de Green, miembros de Twitter apodaron a O'Donoghue 'I Dunno Who' y James Corden hizo una "broma" durante los 2012 BRIT Awards. Acerca de esto, Donoghue dijo, "¿James quién? Cada persona toma sus propias decisiones acerca de qué decir. Todo lo que sé es que formaré parte del show por lo que hice durante mi carrera. Gasté 15 años en la industria de la música, eso es todo lo que sé. La gente debería revisar el show y particularmente James debería hacerlo antes de decir cosas como esas".
Acerca de las comparaciones entre The Voice y The X Factor O'Donoghue dijo, "Somos una entidad. Buscamos algo más allá de nosotros mismos. Hemos producido algunos de los mejores talentos de UK en todos los tiempos. Hubo un momento anoche durante la filmación, en el que los cuatro jueces nos paramos, y permanecimos parados por el resto de la presentación. Estábamos asombrados por el nivel de talento. Me emocionna ser parte de esto. Siento que es un juego que introducirá grandes cambios en la escena británica. Es algo que será, realmente, una patada a la industria musical de UK". very.co.uk reportó que O'Donoghue se encontraba "preocupado de que nadie lo entendiera" al ser irlandés, pero el sitio web le aconsejó "echar un vistazo al juez de X Factor Louis Walsh- de algún modo todos entendemos sus comentarios todas las semanas". El 16 de julio de 2013, Danny anunció que abandonaría el show para enfocarse en The Script.

#### Kylie Minogue

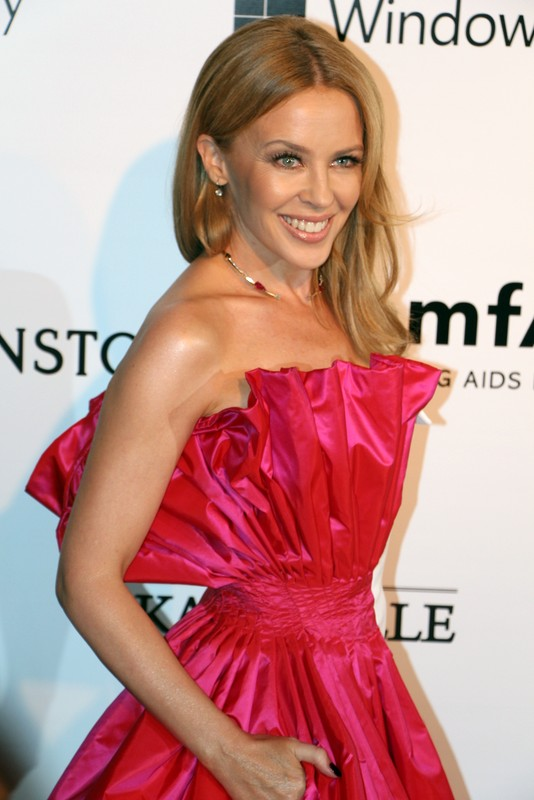
Kylie Minogue

Siguiendo las especulaciones durante el verano del 2013, el 11 de septiembre de 2013, se anunció que la australiana y princesa del pop Kylie Minogue se uniría al panel de jueces en 2014. Hablando acerca de unirse al show, Minogue dijo "Estoy emocionada por convertirme en jurado de The Voice UK. Me encanta el concepto del show y he sido una fiel espectadora de las dos temporadas. La búsqueda de nuevos talentos es un aspecto muy importante de la industria de la música y The Voice UK nos da todos los elementos para trabajar en ello. Si seré competitiva? Probablemente más de lo que nunca he imaginado! Cuidaré mi espacio!" Mark Linsey, controlador comisionado de entretenimiento de BBC, dijo que "Kylie es una gran y respetada estrella en el mundo de la música y será una gran incorporación a is a The Voice UK." Sus colegos y jueces, will.i.am y Tom Jones hablaron positivamente acerca de Kylie uniéndose al show. will.i.am declaró en una rueda de prensa, "Me entusiasma la idea de volver a trabajar en una tercera temporada y hacerlo junto a Kylie y Tom. Juntos haremos una gran combinación y traeremos nuevas ideas al show." Tom Jones dijo que Kylie y el indefinido cuarto jurado, serán muy bienvenidos al show.
Minogue es la tercera cantante mujer más vendedora de sencillos de todos los tiempos en UK, sólo detrás de Madonna y Rihanna y la 12.ª más vendedora de sencillos en UK. Fue galardonada por OBE y por el Príncipe de Gales en 2008, y ha vendido más de 70 millones de discos alrededor del mundo. También es muy reconocida por sus trabajos para la caridad, y por vencer al cáncer de mamas a la edad de 36. Ha tenido 7 hits Nro. 1 y vendido más de 10 millones de sencillos en UK, y fue la primera solista femenina en tener un álbum Nro. 1 por cuatro décadas consecutivas.
Antes de aceptar la oferta de la tercera temporada, se rumorea que Minogue no aceptó un contrato por £1 millón, como oferta para la primera temporada de The Voice UK en 2011.

#### Ricky Wilson

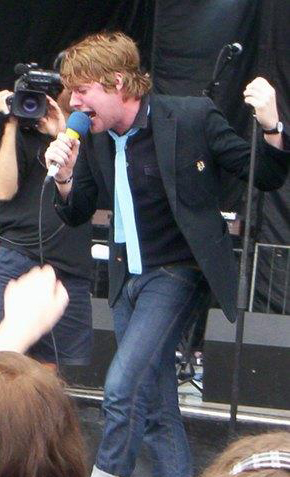
Ricky Wilson

El líder de Kaiser Chiefs, Ricky Wilson se unió al show en 2014 como jurado y reemplazo de Danny O'Donoghue. Dijo ‘Quién no quisiera estar los sábados por la noche junto a Kylie Minogue? Estuve todo el invierno pasado gritándole a The Voice, y pienso que Tom Jones y Will.i.am fueron por completo las estrellas. Tuve suerte de que Kaiser Chiefs me han concedido un préstamo temporal!'

#### Rita Ora

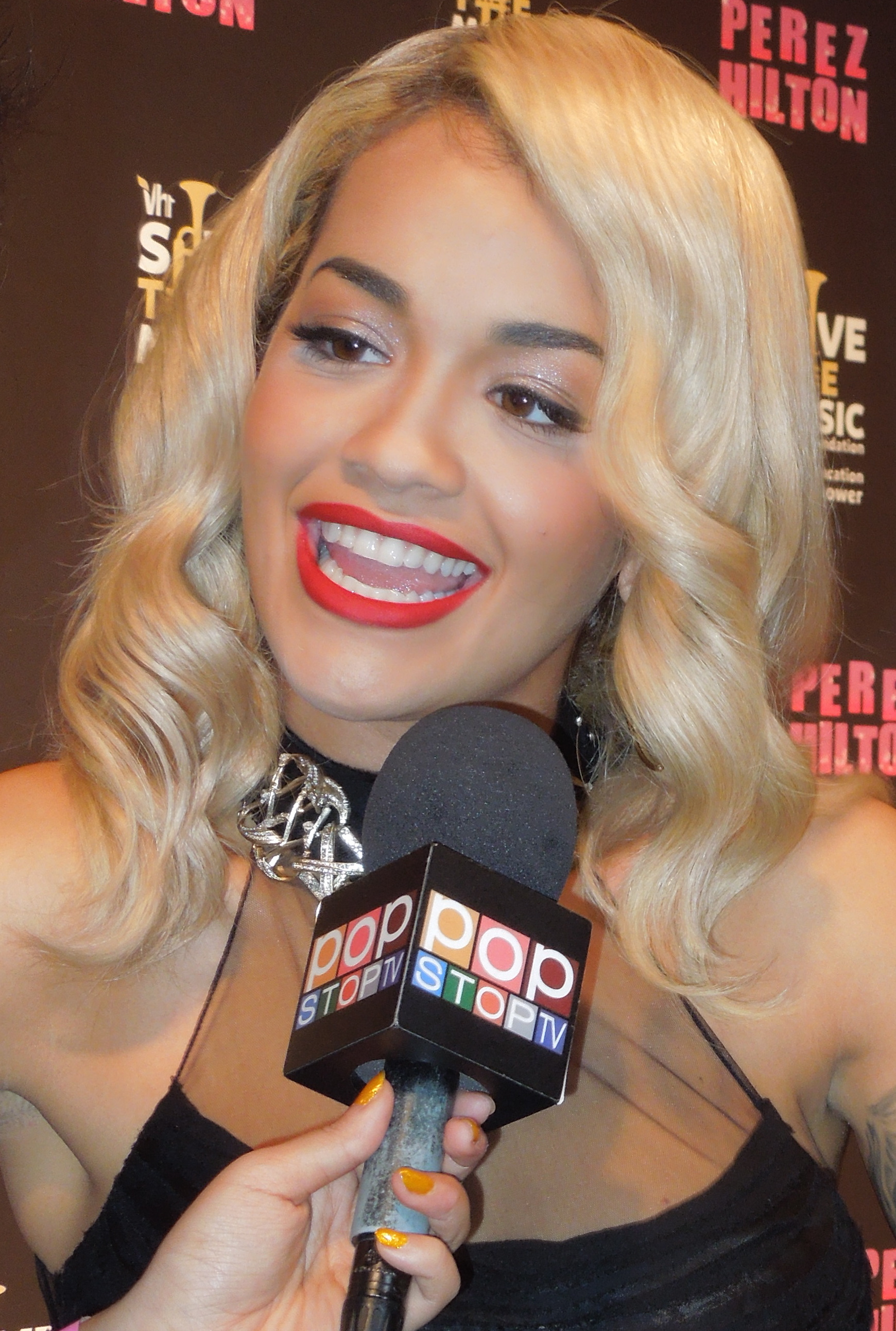
Rita Ora

El cantante se une a Tom Jones, will.i.am y Ricky Wilson en el panel de coaching de BBC One, "¡Estoy muy emocionado de ser parte de, y ganar mi banda, The Voice en esta serie!" Ora dijo: "¡Divirtámonos, Will.i.am, Tom y Ricky!" Tengo muchas ganas de las audiciones a ciegas, y me muevo en mi gran silla roja. Tom Jones dijo: "Tengo muchas ganas de volver a The Voice en la cuarta temporada." No solo conozco y trabajo con Rita, sino que puedo disfrutar escuchando y viendo talentos de casi todos los rincones del Reino Unido nuevamente ". respetar y admirar a todos los que tienen el coraje y la determinación para afrontar todos los desafíos presentados en el programa, ¡así que veamos qué sucede en 2015! ", agregó Will.i.am:" ¡La cuarta temporada de The Voice será increíble! Tom Jones es nuestra roca, Ricky es increíble y nos complace dar la bienvenida a la talentosa Rita Ora. "Rita es dulce, picante y atrevida, será una gran adición al equipo de entrenadores".
Ricky Wilson dijo: “Disfruté el invierno pasado con The Voice, definitivamente es divertido ser parte del espectáculo de la silla giratoria. Espero que a Rita también le guste ... Estoy seguro de que a la audiencia le encantará.

#### Boy George

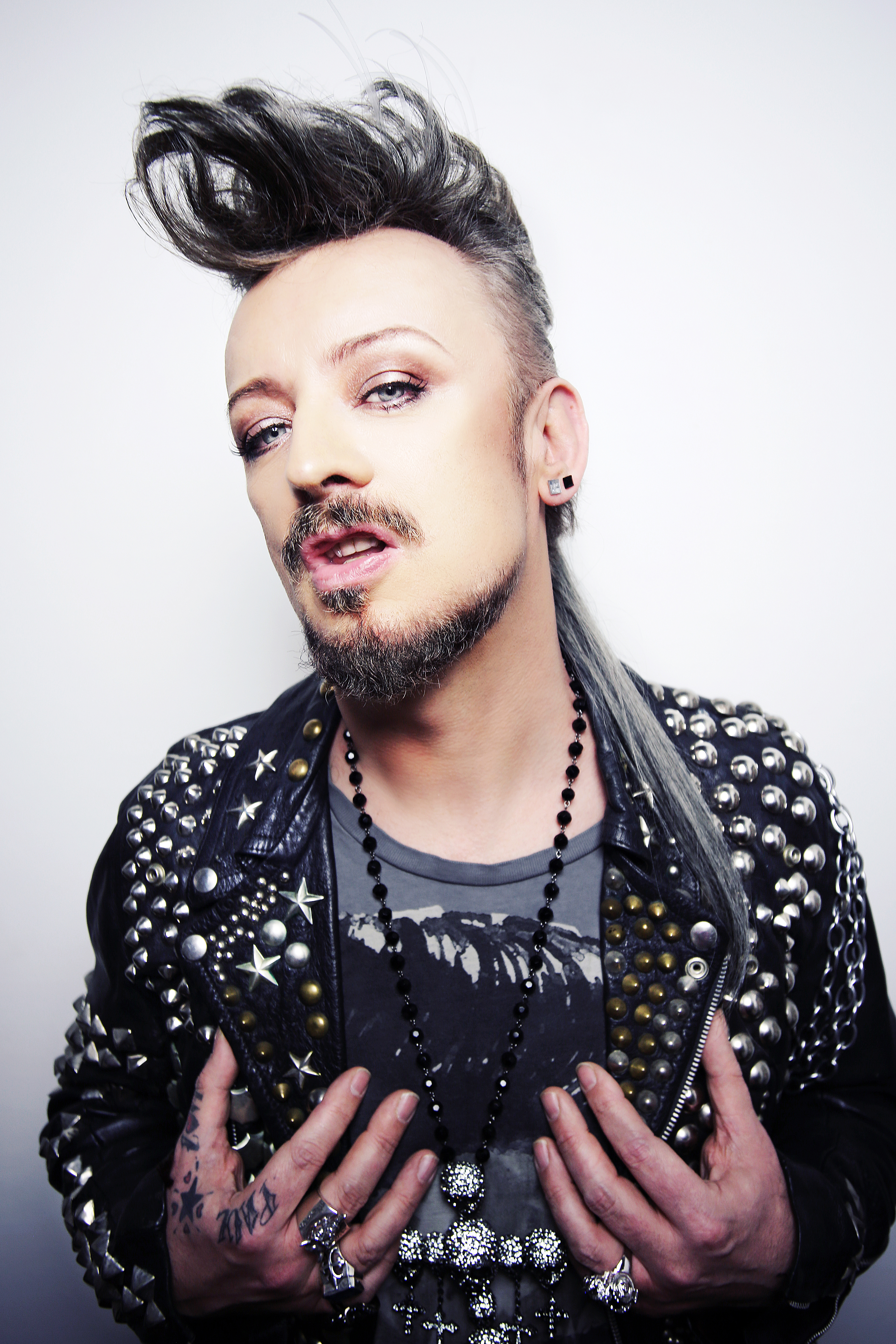
Boy George

Boy George, ganador de los premios Grammy y Brit, requiere poca presentación y sigue siendo uno de los personajes más reconocidos e icónicos del mundo hasta el día de hoy. Cantante, actor, DJ, artista, fotógrafo, diseñador de moda, ganó fama mundial por primera vez en la década de 1980 como líder de uno de los productos de exportación más grandes de Gran Bretaña: Culture Club. Vendiendo más de 50 millones de álbumes, 100 millones de sencillos y llegando al top 10. Boy George dijo: “Estoy emocionado y emocionado de ser un entrenador en The Voice UK. Soy un gran admirador del programa y lo he visto y he estado involucrado en él desde la primera serie. Estaré encantado de ayudar a alguien a ganar. Qué gran oportunidad para compartir mis experiencias y ayudar a alguien a avanzar en su carrera musical. ¡No puedo esperar para sentarme en esta silla!"

#### Paloma Faith

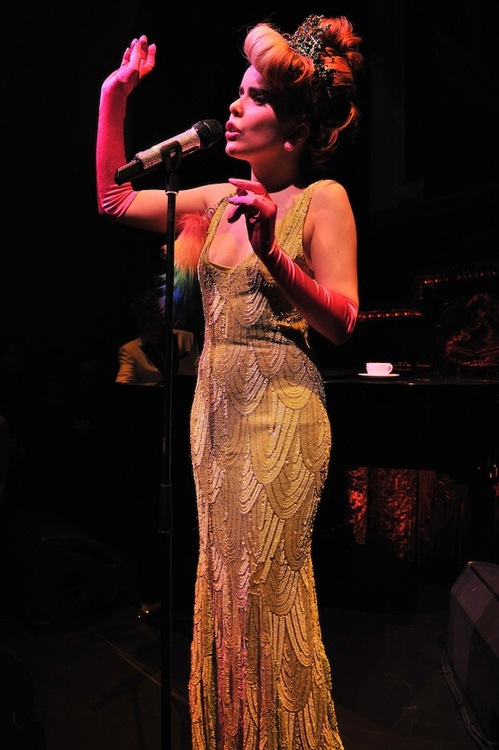
Paloma Faith

Paloma Faith, ganadora del premio Brit 2015 al Mejor Artista Británico, ganó fama internacional con su álbum debut "¿Quieres la verdad o algo hermoso?". desde entonces, en 2009, ha disfrutado de un tremendo éxito con sus álbumes de doble platino "Fall to Grace" y "A Perfect Contradiction", completando el triplete de los álbumes de doble platino para esta notable artista. Paloma Faith agregó: “Estoy muy emocionada de trabajar con personas creativas que no solo son grandes cantantes, sino también personalidades e intérpretes innovadores. Tengo una larga historia de ayudar a otros artistas, ya que contraté a Kate Nash, Adele y The Noisettes en las noches de mi club antes de que tuvieran mucho éxito y cuatro miembros de mi banda continuaran sus carreras en solitario. Realmente no puedo esperar para clavar mis dientes en algo que cultive los talentos de otra persona y me distraiga por un tiempo ".

#### Gavin Rossdale

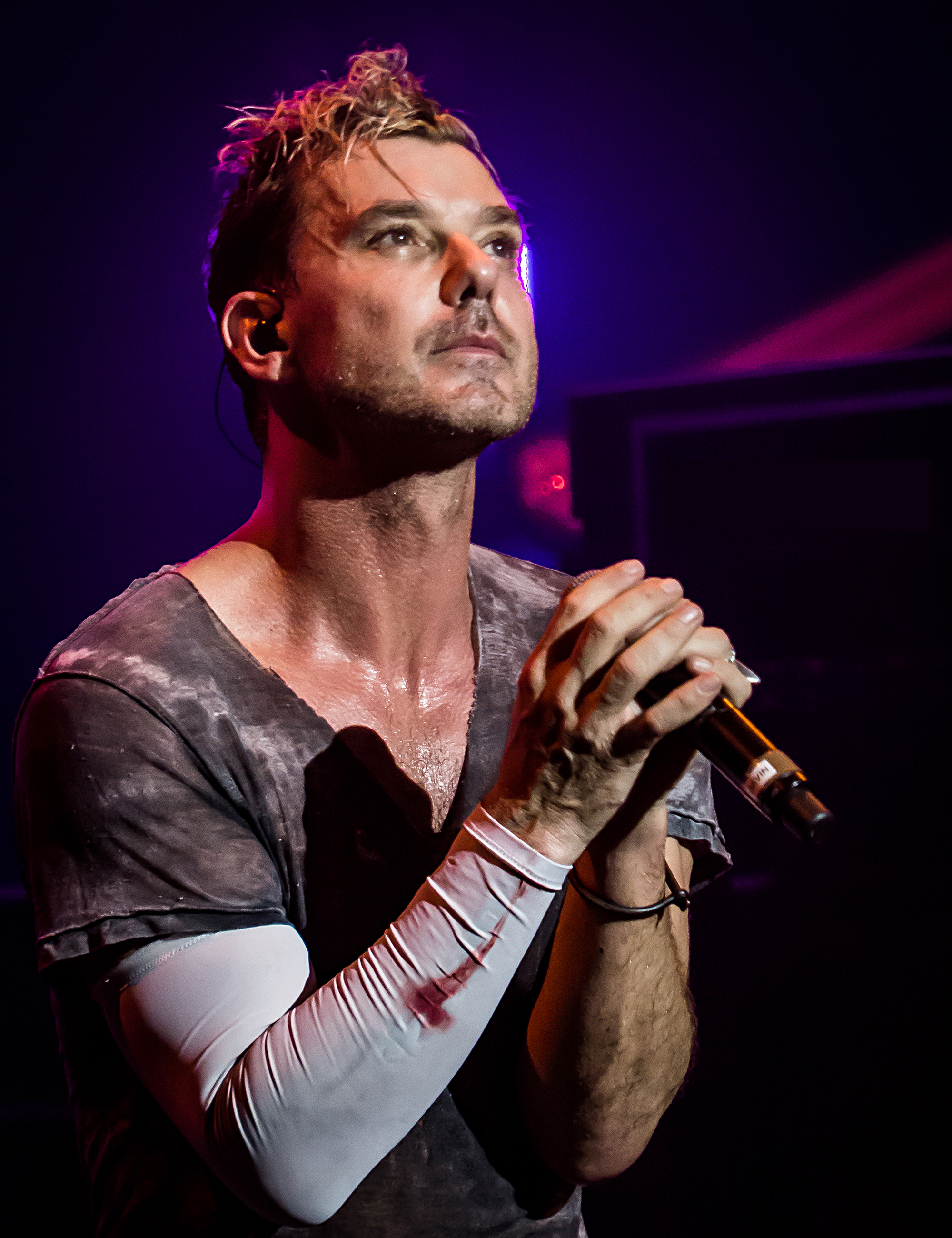
Gavin Rossdale

El roquero británico Gavin Rossdale ha cosechado un gran éxito en ambos lados del Atlántico como vocalista principal, guitarrista y compositor principal con su banda Bush y como solista, vendiendo cerca de 20 millones de discos solo en los Estados Unidos. bandas de rock de éxito comercial de la década de 1990, con su álbum debut Sixteen Stone siendo seis veces platino y su seguimiento Razorblade Suitcase alcanzó el número uno en las listas estadounidenses. Gavin también alcanzó el Top 40 en los Estados Unidos con el álbum en solitario Wanderlust y alcanzó el número uno en la lista de iTunes con el sencillo Love Remains the Same, que vendió cerca de 2 millones de copias. Gavin también recibió el prestigioso premio Ivor Novello por Logros Internacionales de manos de Chris Martin de Coldplay en 2013, y anteriormente apareció en la versión estadounidense de The Voice como mentor invitado en 2014. “Estoy muy emocionado de unirme a The Voice UK. Siempre he estado muy orgulloso de enarbolar la bandera de la música rock británica y no puedo esperar para unirme a este panel increíble y ayudar a descubrir nuevos talentos ".

#### Jennifer Hudson

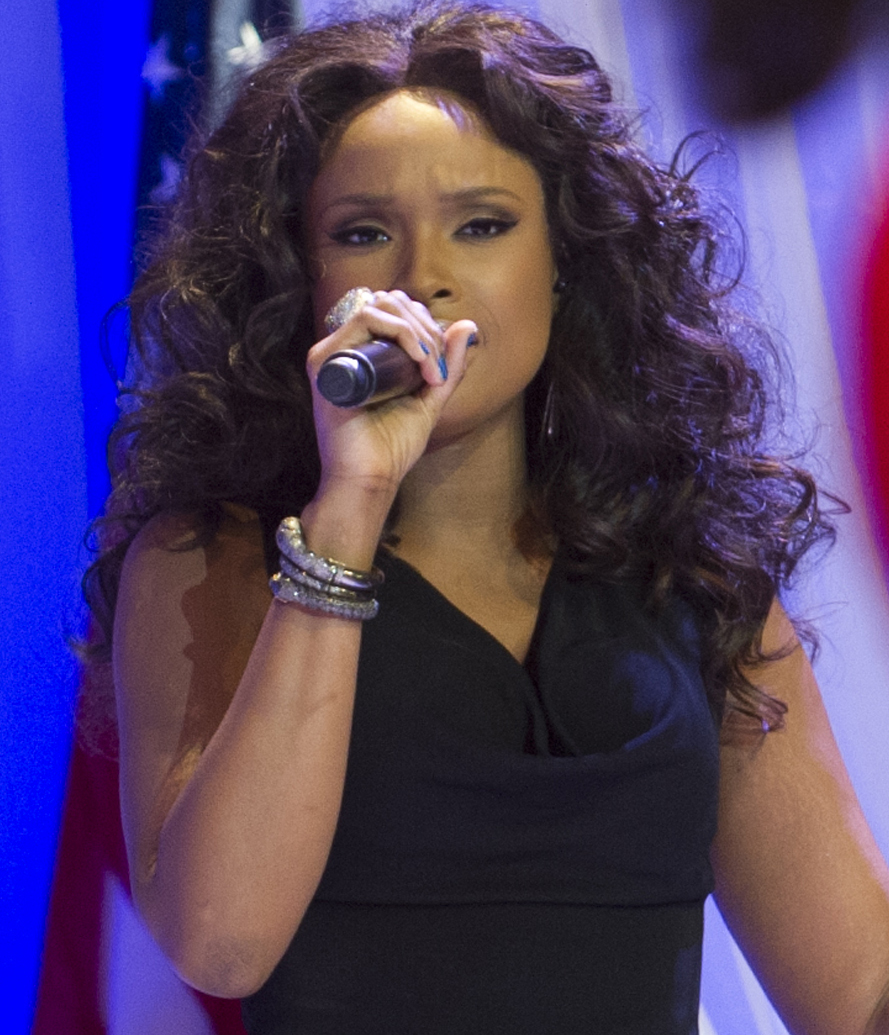
Jennifer Hudson

Jennifer es una artista de grabación ganadora del Grammy, actriz ganadora del Oscar y Bafta y estrella de Broadway que ha logrado el éxito mundial desde que encontró la fama por primera vez en la tercera temporada de American Idol. Su álbum debut homónimo vendió 1,1 millones de copias en todo el mundo, mientras que sus créditos de actuación incluyen cantar en la inauguración del presidente Obama, el Super Bowl XLVII y los Premios de la Academia, donde ganó el premio a la Mejor Actriz de Reparto por su papel de Effie en el gran éxito Dreamgirls. ¡Estarás más emocionado de unirte al increíble panel de entrenadores de The Voice UK! El Reino Unido siempre me ha apoyado mucho desde el comienzo de mi carrera, así que tengo muchas ganas de compartir mi punto de vista con los concursantes y especialmente con el equipo JHUD. Descubrir nuevos artistas siempre ha sido importante para mí y el Reino Unido no tiene escasez de talento, ¡no puedo esperar para ponerme en marcha y empezar a desarrollar el sonido de cada individuo!".

#### Meghan Trainor

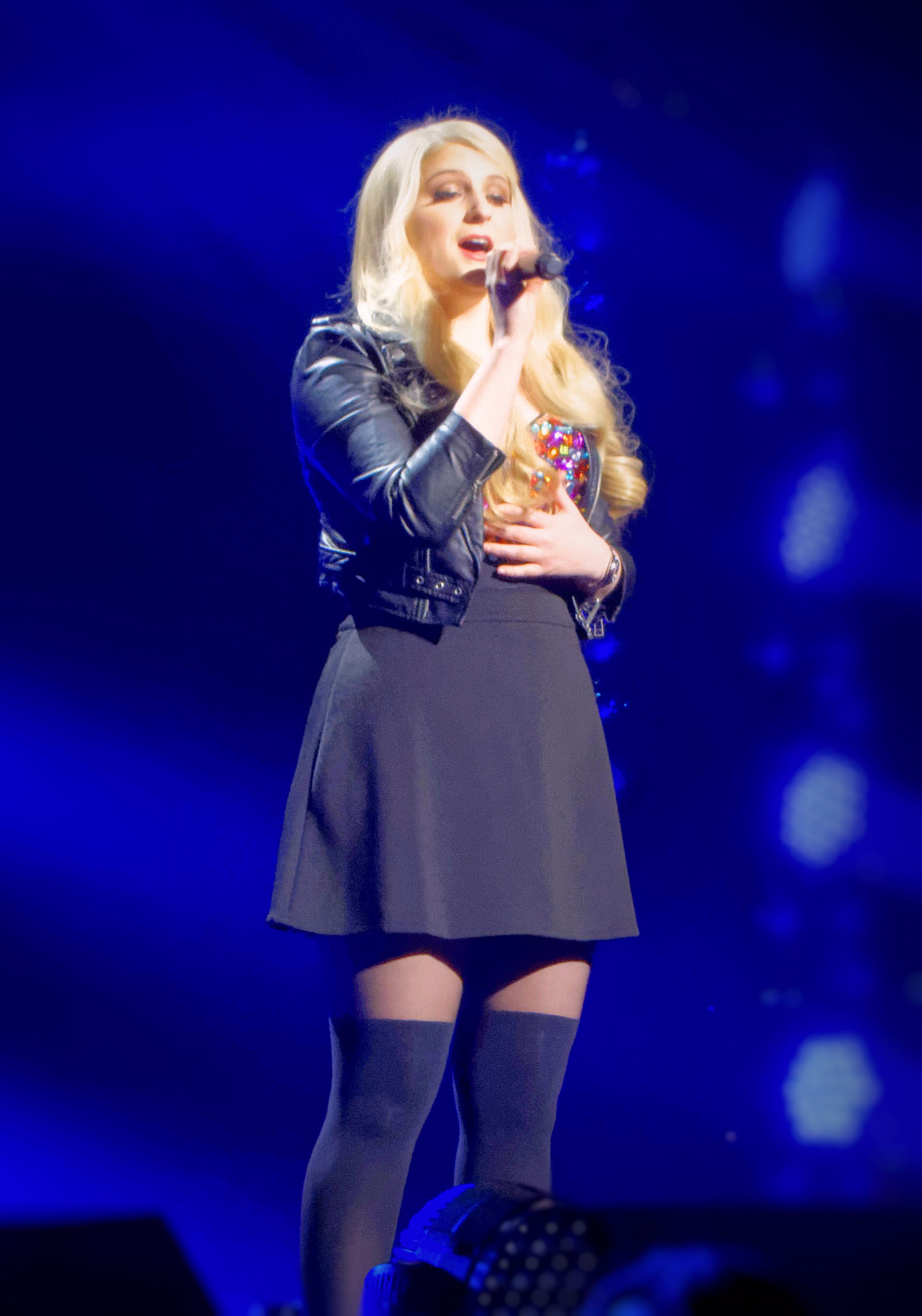
Meghan Trainor

Meghan Trainor se une a nuestro panel de entrenadores de superestrellas en la nueva serie The Voice UK. Además de ser una cantante y compositora con múltiples ventas de platino, ganadora del premio GRAMMY®, también apareció como jurado en la competencia vocal FOX THE FOUR: Battle for Stardom Along con Sean "Diddy" Combs y DJ Khaled. Ahora, en preparación para unirse a The Voice UK, Meghan dice: "Estoy muy emocionada y honrada de unirme a Sir Tom. Meghan ocupará su lugar como la nueva entrenadora de Sir Tom Jones". will.i.amem y Olly Murs cuando la filmación comience en octubre y la serie está programada para comenzar en ITV en el Año Nuevo. Sir Tom, will.i.am y Olly regresan a sus grandes sillas rojas después de pasar el verano jugando con audiencias de todo el mundo en sus giras.

## Presentadores
El 29 de agosto de 2011, Holly Willoughby y Reggie Yates fueron anunciados como los presentadores del show. Willoughby dijo, "Estoy emocionada por poder presentar The Voice. Será como una montaña rusa, ¡y no puedo esperar a que comience!". Yates comentó, "Estoy emocionado por haber obtenido el trabajo y poder ser parte de este show increíble. El formato de The Voice en Estados Unidos ha funcionado de una manera brillante, y no tengo dudas de que funcionará en la TV británica". El controlador de BBC One, Danny Cohen, comentó que Willoughby y Yates conformaban "la compañía perfecta". Además añadió, "Ambos son fanáticos del show y brindarán una gran pasión y entusiasmo a la producción".
Willoughby declaró que el "show los hará sentir bien" diciendo, "La diferencia [conThe Voice] está en que durante las audicioned a ciegas, los jueces no pueden ver a los artistas que aparecen en escena, de manera que pueden juzgarlos pura y únicamente por sus voces, Se siente muy bien y los jueces son increíbles". Willoughby confesó que tuvo ganas de estar involucrada en el show tan "pronto como vi la versión americana". Ella dijo, "Estoy entusiasmada por The Voice. Había visto el despliegue de la prensa sobre la versión norteamericana - lo bien que hice - y tan pronto como oí que el show vendría a UK, pensé, 'Wow, Eso es algo que absolutamente haría'. Obviamente estoy acostumbrada a la TV en vivo con 'This Morning', pero entrar a un nuevo show es aterrador and y seguramente estaré muy nerviosa en el primer show en vivo. Realmente ayuda el hecho de estar haciéndolo con Reggie - empezamos en CBBC juntos, aunque esta será la primera vez que trabajaremos oficialmente juntos".
Yates añadió que estar detrás de escenas durante el show es como "estar a la expectativa", pero aun así, admitió "estar enamorada" del show. Acerca de la credibilidad del show Yates agregó, "Cualquiera que diga que no mira programas de talento en la TV, está mintiendo. Sólo tienes que mirar a los jueces, esto no es un chiste. Es realmente serio y tienes gente creíble. Tom Jones - ha vendido más de 100m álbumes… cualquiera que tenga críticas, no las tendrás después de ver el primer episodio."
Ambos agregaron luego que Willoughby llora más que los mismos aspirantes, "Es un poco diferente para mí porque hay mucho trabajo que hacer. Obviamente hay gente que estará defraudada, pero hay más lágrimas felices que tristes. La parte más difícil es estar junto a las familias porque ellos tienen mucha fe en sus familiares y son impotentes por hacer algo al respecto. Cuando el artista aparece en escena tienen a estar bien. Incluso cuando la audición no termina de forma positiva, reciben tantas buenas críticas de los jueces que parceen aceptarlas. Aprenden mucho a pesar de la euforia." El 7 de agosto de 2012, Willoughby reveló a Look Magazine que quizás no regresaría para la segunda temporada. Entrevistada acerca de su regreso en la presentación del show, Willoughby dijo: "No lo sé todavía. Estamos esperando a ver qué sucede.
El 14 de septiembre de 2013, Willoughby anunció vía Twitter que no regresaría al show para la tercera temporada, saying that she wanted to argumentando querer encontrar un balanca entre el trabajo y su familia. Además reveló que su reemplazo sería la presentadora de Big Brother UK, Emma Willis. Su copresentador Yates también utilizó Twitter para anunciar que él tampoco regresaría en la nueva temporada. El 17 de septiembre de 2013 se anunció que Marvin Humes reemplazaría a Yates y presentaría el show junto a Willis.

## Resumen
| Team Will Team Jessie Team Tom Team Danny | Team Kylie Team Ricky Team Rita Team George | Team Paloma Team Jennifer Team Gavin Team Olly | Team Meghan Team Anne-Marie |

| Temporada | Estreno                  | Final                   | Semanas | The Voice Uk     | Segundo Lugar   | Otros finalistas    | Preparador ganador | Presentador      | Backstage    | Coaches   | Coaches         | Coaches      | Coaches          | Cadena |
| Temporada | Estreno                  | Final                   | Semanas | The Voice Uk     | Segundo Lugar   | Otros finalistas    | Preparador ganador | Presentador      | Backstage    | 1         | 2               | 3            | 4                | Cadena |
| --------- | ------------------------ | ----------------------- | ------- | ---------------- | --------------- | ------------------- | ------------------ | ---------------- | ------------ | --------- | --------------- | ------------ | ---------------- | ------ |
| 1         | 24 de marzo de 2012      | 2 de junio de 2012      | 11      | Leanne Mitchell  | Bo Bruce        | Vince Kidd          | Tom Jones          | Holly Willoughby | Reggie Yates | will.i.am | Jessie J        | Tom Jones    | Danny O'Donoghue |        |
| 1         | 24 de marzo de 2012      | 2 de junio de 2012      | 11      | Leanne Mitchell  | Bo Bruce        | Tyler James         | Tom Jones          | Holly Willoughby | Reggie Yates | will.i.am | Jessie J        | Tom Jones    | Danny O'Donoghue |        |
| 2         | 30 de marzo de 2013      | 22 de junio de 2013     | 13      | Andrea Begley    | Leah McFall     | Matt Henry          | Danny O'Donoghue   | Holly Willoughby | Reggie Yates | will.i.am | Jessie J        | Tom Jones    | Danny O'Donoghue |        |
| 2         | 30 de marzo de 2013      | 22 de junio de 2013     | 13      | Andrea Begley    | Leah McFall     | Mike Ward           | Danny O'Donoghue   | Holly Willoughby | Reggie Yates | will.i.am | Jessie J        | Tom Jones    | Danny O'Donoghue |        |
| 3         | 11 de enero de 2014      | 5 de abril de 2014      | 13      | Jermain Jackman  | Christina Marie | Jamie Johnson       | will.i.am          | Emma Willis      | Marvin Humes | will.i.am | Kylie Minogue   | Tom Jones    | Ricky Wilson     |        |
| 3         | 11 de enero de 2014      | 5 de abril de 2014      | 13      | Jermain Jackman  | Christina Marie | Sally Barker        | will.i.am          | Emma Willis      | Marvin Humes | will.i.am | Kylie Minogue   | Tom Jones    | Ricky Wilson     |        |
| 4         | 10 de enero de 2015      | 4 de abril de 2015      | 13      | Stevie McCrorie  | Lucy O'Byrne    | Emmanuel Nwamadi    | Ricky Wilson       | Emma Willis      | Marvin Humes | will.i.am | Rita Ora        | Tom Jones    | Ricky Wilson     |        |
| 4         | 10 de enero de 2015      | 4 de abril de 2015      | 13      | Stevie McCrorie  | Lucy O'Byrne    | Sasha Simone        | Ricky Wilson       | Emma Willis      | Marvin Humes | will.i.am | Rita Ora        | Tom Jones    | Ricky Wilson     |        |
| 5         | 9 de enero de 2016       | 9 de abril de 2016      | 14      | Kevin Simm       | Jolan           | Cody Frost          | Ricky Wilson       | Emma Willis      | Marvin Humes | will.i.am | Boy George      | Paloma Faith | Ricky Wilson     |        |
| 5         | 9 de enero de 2016       | 9 de abril de 2016      | 14      | Kevin Simm       | Jolan           | Lydia Lucy          | Ricky Wilson       | Emma Willis      | Marvin Humes | will.i.am | Boy George      | Paloma Faith | Ricky Wilson     |        |
| 6         | 7 de enero de 2017       | 2 de abril de 2017      | 13      | Mo Adeniran      | Into the Ark    | Jamie Mille         | Jennifer Hudson    | Emma Willis      | N/A          | will.i.am | Jennifer Hudson | Tom Jones    | Gavin Rossdale   | ITV    |
| 6         | 7 de enero de 2017       | 2 de abril de 2017      | 13      | Mo Adeniran      | Into the Ark    | Michelle John       | Jennifer Hudson    | Emma Willis      | N/A          | will.i.am | Jennifer Hudson | Tom Jones    | Gavin Rossdale   | ITV    |
| 7         | 6 de enero de 2018       | 7 de abril de 2018      | 14      | Ruti Olajugbagbe | Donel Mangena   | Belle Voci          | Tom Jones          | Emma Willis      | N/A          | will.i.am | Jennifer Hudson | Tom Jones    | Olly Murs        | ITV    |
| 7         | 6 de enero de 2018       | 7 de abril de 2018      | 14      | Ruti Olajugbagbe | Donel Mangena   | Lauren Bannon       | Tom Jones          | Emma Willis      | N/A          | will.i.am | Jennifer Hudson | Tom Jones    | Olly Murs        | ITV    |
| 8         | 5 de enero de 2019       | 6 de abril de 2019      | 14      | Molly Hocking    | Deana Walmsley  | Jimmy Balito        | Olly Murs          | Emma Willis      | N/A          | will.i.am | Jennifer Hudson | Tom Jones    | Olly Murs        | ITV    |
| 8         | 5 de enero de 2019       | 6 de abril de 2019      | 14      | Molly Hocking    | Deana Walmsley  | Bethzienna Williams | Olly Murs          | Emma Willis      | N/A          | will.i.am | Jennifer Hudson | Tom Jones    | Olly Murs        | ITV    |
| 9         | 4 de enero de 2020       | 14 de noviembre de 2020 | 14      | Blessing Chitapa | Jonny Brooks    | Brooke Scullion     | Olly Murs          | Emma Willis      | N/A          | will.i.am | Meghan Trainor  | Tom Jones    | Olly Murs        | ITV    |
| 9         | 4 de enero de 2020       | 14 de noviembre de 2020 | 14      | Blessing Chitapa | Jonny Brooks    | Gevanni Hutton      | Olly Murs          | Emma Willis      | N/A          | will.i.am | Meghan Trainor  | Tom Jones    | Olly Murs        | ITV    |
| 10        | 2 de enero de 2021       | 20 de marzo de 2021     | 14      | Craig Eddie      | Grace Holden    | Hannah Williams     | Anne-Marie         | Emma Willis      | N/A          | will.i.am | Anne-Marie      | Tom Jones    | Olly Murs        | ITV    |
| 10        | 2 de enero de 2021       | 20 de marzo de 2021     | 14      | Craig Eddie      | Grace Holden    | Okulaja             | Anne-Marie         | Emma Willis      | N/A          | will.i.am | Anne-Marie      | Tom Jones    | Olly Murs        | ITV    |
| 11        | 3 de septiembre de 2022  | 29 de octubre de 2022   | 9       | Anthonia Edwards | David Adeogun   | Naomi Johnson       | Tom Jones          | Emma Willis      | N/A          | will.i.am | Anne-Marie      | Tom Jones    | Olly Murs        | ITV    |
| 11        | 3 de septiembre de 2022  | 29 de octubre de 2022   | 9       | Anthonia Edwards | David Adeogun   | Mark Howard         | Tom Jones          | Emma Willis      | N/A          | will.i.am | Anne-Marie      | Tom Jones    | Olly Murs        | ITV    |
| 12        | 4 de noviembre de 2023   | 30 de diciembre de 2023 | 9       | Jen & Liv        | Hope Winter     | Jolie Stevens       | will.i.am          | Emma Willis      | N/A          | will.i.am | Anne-Marie      | Tom Jones    | Olly Murs        | ITV    |
| 12        | 4 de noviembre de 2023   | 30 de diciembre de 2023 | 9       | Jen & Liv        | Hope Winter     | Callum Doignie      | will.i.am          | Emma Willis      | N/A          | will.i.am | Anne-Marie      | Tom Jones    | Olly Murs        | ITV    |
| 13        | ¿? de septiembre de 2024 | ¿? de octubre de 2024   | 9       |                  |                 |                     |                    | Emma Willis      | N/A          | will.i.am | LeAnn Rimes     | Tom Jones    | Tom & Danny      | ITV    |
| 13        | ¿? de septiembre de 2024 | ¿? de octubre de 2024   | 9       |                  |                 |                     |                    | Emma Willis      | N/A          | will.i.am | LeAnn Rimes     | Tom Jones    | Tom & Danny      | ITV    |

## Formato
La serie consiste en tres fases: una audición a ciegas, una fase de batalla, y shows en vivo. Cuatro jueces y entrenadores, eligen equipos de concursantes a través de un proceso de audición a ciegas. Cada juez tiene la longitud de la actuación del cantante (cerca de un minuto) para decidir sí él o ella quiere que ese cantante este en su equipo; sí dos o más jueces quieren al mismo cantante (como sucede con frecuencia), el cantante tiene la decisión final del entrenador a quien quiere elegir.
Cada equipo de cantantes es entrenado y desarrollado por su entrenador respectivo. En la segunda etapa, llamada la fase de batalla, los jueces tienen que hacer batalla entre dos miembros de su equipo directamente al cantar la misma canción juntos, con el juez eligiendo que miembro del equipo alcanza en esta ronda en vivo, un pase a la siguiente ronda. Dentro de esa ronda en vivo, los cuatro que sobreviven de cada equipo de nuevo compiten, con los votos del público determinando una de las actuaciones de cada equipo que avanzará a la final, mientras que los jueces eligen cual de las tres actuaciones comprende al otro artista que queda en el equipo.
En la fase final, los concursantes restantes compiten entre sí en emisiones en directo. La audiencia de televisión y los jueces tienen el 50/50 en decidir quién sigue a la cuarta fase. Con un miembro del equipo para cada juez, los (cuatro restantes) concursantes compiten contra sí en la final con el resultado decidido solo por el voto del público.

## Recepción

### Críticas
Zoe Griffin devery.co.uk predijo que el show "convertirá a The X Factor en algo del pasado". Y continuó;

"Mientras la nación se sigue aburriendo de Louis Walsh y cualquiera que se siente a su lado en ITV (por que admitámoslo, Louis es el único que siempre permanecerá), la BBC llegó con un gran giro. Con los grandes artistas y líderes Jessie J y Will.I.Am, el panel de jueces de The Voice se basará en el sonido y habilidades de los participantes, en lugar de en su estilo."

Paul Gambaccini de BBC Radio 2 dijo a Radio Times que el show es un "karaoke" y exclamó que la versión estadounidense fue "fantástica para rejuvenecer la carrera de dos artistas, Christina Aguilera y el líder de Maroon 5, Adam Levine, pero no para darnos grandes artistas". Mark Goodier también cuestionó las intenciones de Universal Republic diciendo, "Universal debe estar haciendo esto por cuestiones comerciales del mercado". Acerca de si el show podría convertirse en un "gran éxito" en el Reino Unido, añadió, "Eso realmente depende de si encuentren una estrella o no".

### Promedios del show
La primera temporada se convirtió en el mayor show de entretenimientos de BBC One, con un promedio consolidado en 9.2millones. A lo largo de los episodios, incluyendo el show de resultados, The Voice UK promedió 8.9m. La segunda temporada promedió 7.47 millones de espectadores de acuerdo a los datos oficiales.
| Temporada | Estreno             | Espectadores | Final               | Espectadores | Episodios | Promedio (en millones) |
| --------- | ------------------- | ------------ | ------------------- | ------------ | --------- | ---------------------- |
| 1         | 24 de marzo de 2012 | 9.44         | 2 de junio de 2012  | 7.82         | 17        | 8.90                   |
| 2         | 30 de marzo de 2013 | 7.47         | 22 de junio de 2013 | 7.95         | 15        | 7.45                   |
| 3         | 11 de enero de 2014 | 9.35         | 5 de abril de 2014  |              |           |                        |